# Charente (fleuve)
Vous lisez un « bon article » labellisé en 2007.
Pour les articles homonymes, voir Charente.
La Charente est un fleuve français du Bassin aquitain. Prenant sa source à Chéronnac dans la Haute-Vienne à 295 mètres d'altitude, elle traverse ensuite les départements de la Charente, une petite partie de la Vienne, la Charente à nouveau, la Charente-Maritime avant de se jeter dans l'océan Atlantique entre Port-des-Barques et Fouras par un large estuaire.

## Étymologie

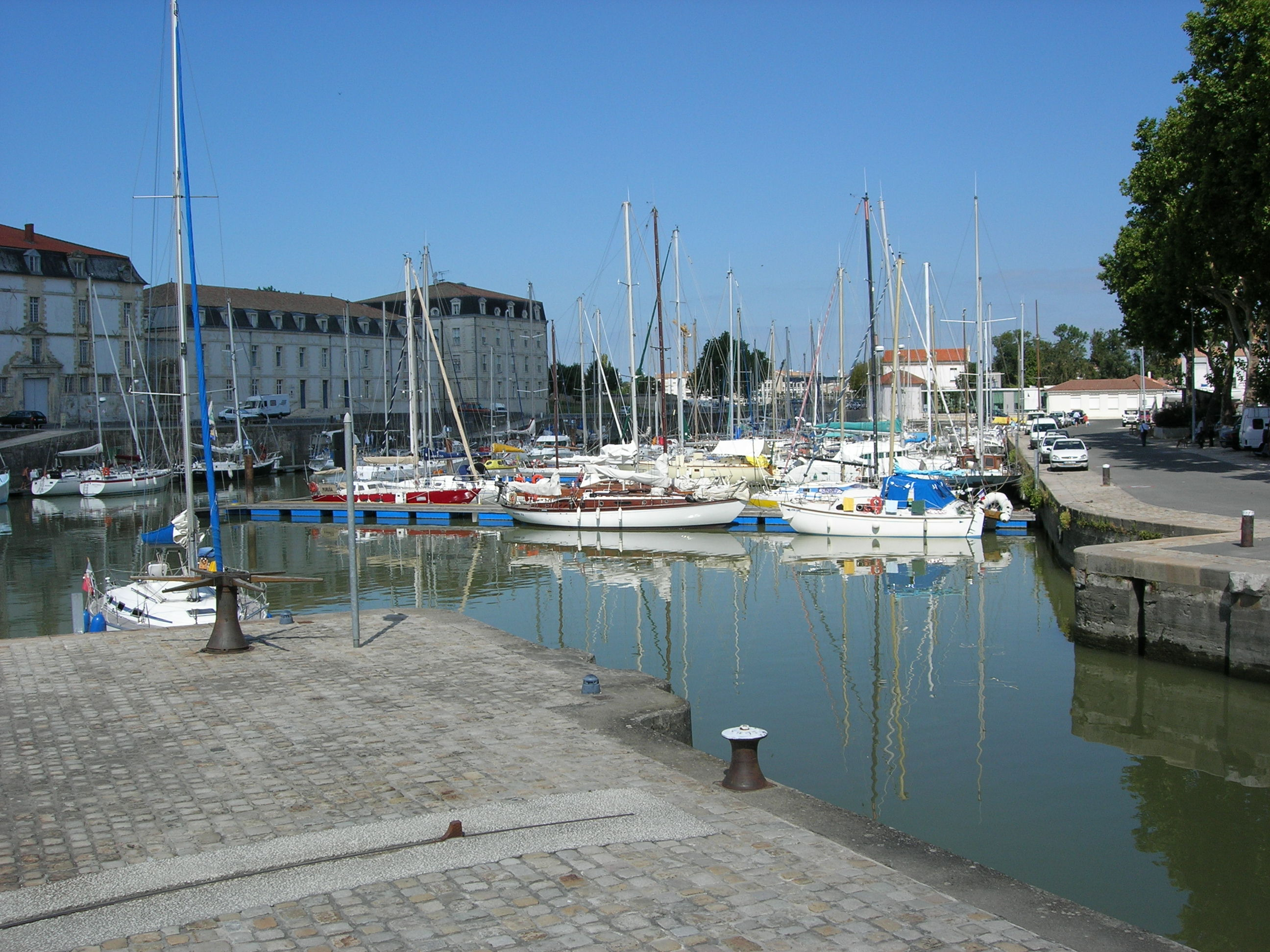
Bassin La Pérouse, port de plaisance de Rochefort.

Le fleuve était connu, à l'époque gallo-romaine, sous le nom grec de Κανεντελος (Kanentelos). Cet hydronyme est mentionné par le célèbre géographe grec Claude Ptolémée en 140 après Jésus-Christ.

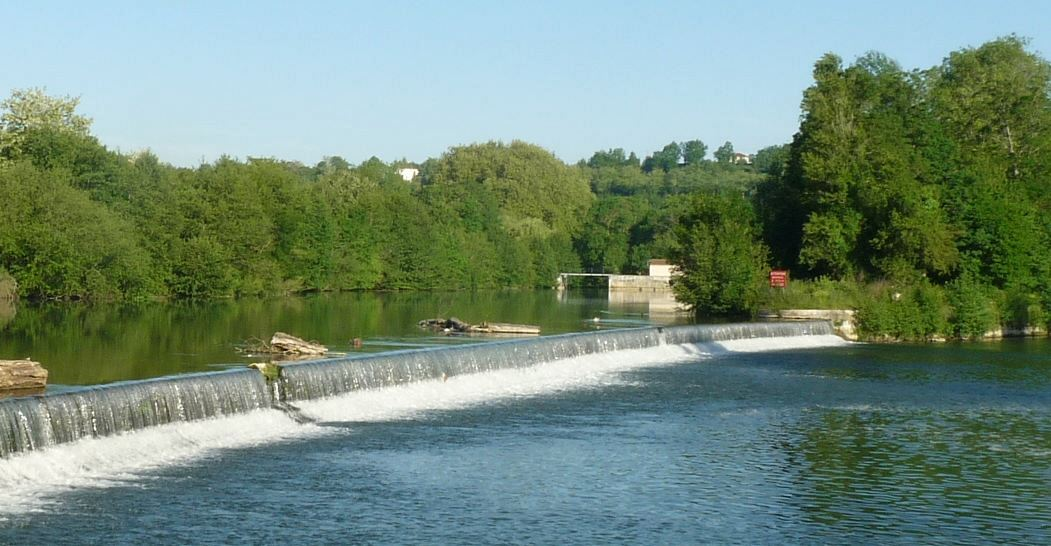
La Charente à Fléac.

La plus ancienne mention en langue latine de la Charente se trouve dans un texte d'Ausone, poète gallo-romain du IVe siècle, lequel l'appelle Carantonus. Ensuite, on trouve les mentions médiévales Karente en 799, Karantona en 874, Carentum en 891. Certaines formes anciennes sont semblables à celle de la Charentonne (Eure, Carentona 1050, Karentone 1339) et la Carantona, rivière d'Espagne.
La chute du suffixe -on- est attestée dès le haut Moyen Âge dans la forme Karente de 799.
Il existe un terme onno dans le glossaire de Vienne signifiant flumen « cours d'eau », dont la celticité est douteuse et qui serait issu du thème indo-européen *ud-r/n- (grec húdōr > hydro-, gotique wato « eau »), d'où *udnā « eau » > unna > onno. Certains rapprochent l'ancien suffixe -on- de « Charente » de ce terme attesté et identifié avec davantage de certitude dans d'autres noms de rivières. Cependant, le non redoublement de -n- pose un problème. Aussi, Ernest Nègre considère qu'il s'agit simplement du suffixe gaulois -ona.
Tout comme pour la terminaison, la nature du premier élément ne fait pas l'unanimité parmi les spécialistes :
- Pierre-Yves Lambert reconstruit *Carantonā, dérivé de Carantō basé sur le thème gaulois *karant « ami, qui aime » cf. breton kar, kerant « parents »[7]. Charente signifierait alors « cours d'eau ami » à cause de son cours lent et paisible[8].
- Ernest Nègre[8] propose un préceltique *caranto « sable ». La Charente serait donc « la sablonneuse ».

La Charente a donné son nom :
- au département de la Charente ;
- au département de la Charente-Maritime, qui portait jusqu'en 1941 le nom de Charente-Inférieure en raison de sa position sur le fleuve ;
- à la charentaise, pantoufle de feutre originaire de la région de la Charente.

La Charente est appelée Chérente en saintongeais, et Charanta dans le dialecte limousin de la langue occitane.

## Géographie

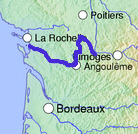
Carte de la Charente.

### Départements, villes et communes traversés
- Le département de la Haute-Vienne, trois communes.
- Le département de la Vienne, dix communes et les villes de Charroux et de Civray.
- Le département de la Charente, 78 communes dont d'amont en aval les villes de Gond-Pontouvre, Angoulême, Châteauneuf-sur-Charente, Jarnac et Cognac et quelques gros villages comme Verteuil-sur-Charente, Mansle et Bourg-Charente.
- Le département de la Charente-Maritime, 35 communes dont d'amont en aval les villes de Saintes, Tonnay-Charente et Rochefort et quelques gros villages et bourgs comme Chaniers, Port-d'Envaux, Taillebourg et Saint-Savinien.

### Description géographique du cours

#### Généralités

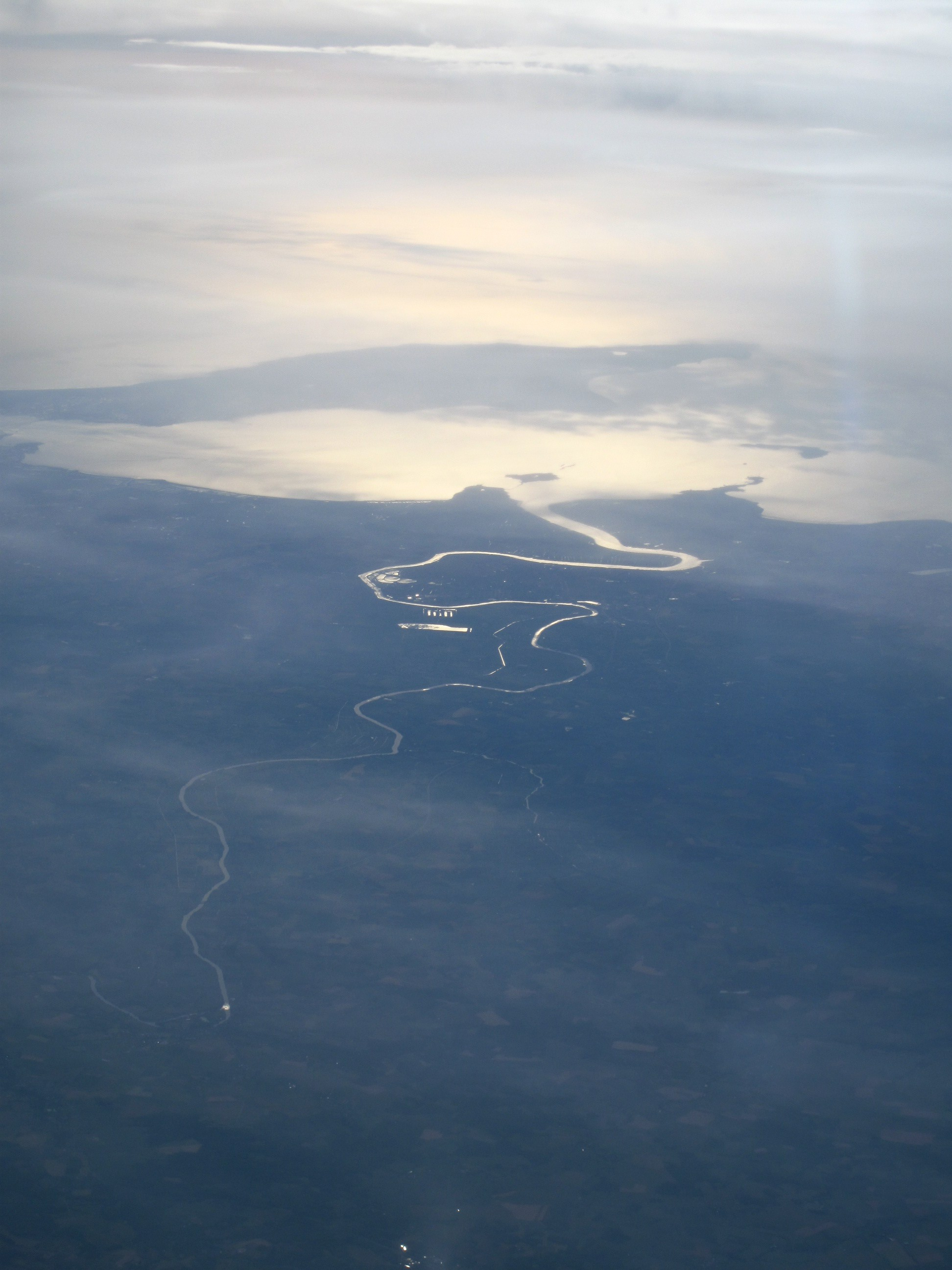
Le cours de la Charente, face à l'île d'Oléron et à l'île Madame.

La longueur totale du fleuve est de 381,4 km, dont 224 km concernent le seul département de la Charente. Prise en ligne droite de sa source à son embouchure, sa longueur est seulement de 160 km, elle est plus que doublée par les nombreux méandres. La Charente se divise en plusieurs bras en divers endroits, formant des  îlots dont la plupart sont inondables et inhabités.
La Charente se jette dans l'océan Atlantique par une large embouchure entre Fouras et Port-des-Barques en aval et au sud de Rochefort.
Son bassin versant est de 10 549 km2.
Comme l'a décrit le géographe Daniel Faucher : « la vallée de la Charente est à bien des égards le lien entre toutes les régions charentaises" et " c'est en grande partie à son tracé qu'elle le doit ».

#### La haute vallée de la Charente

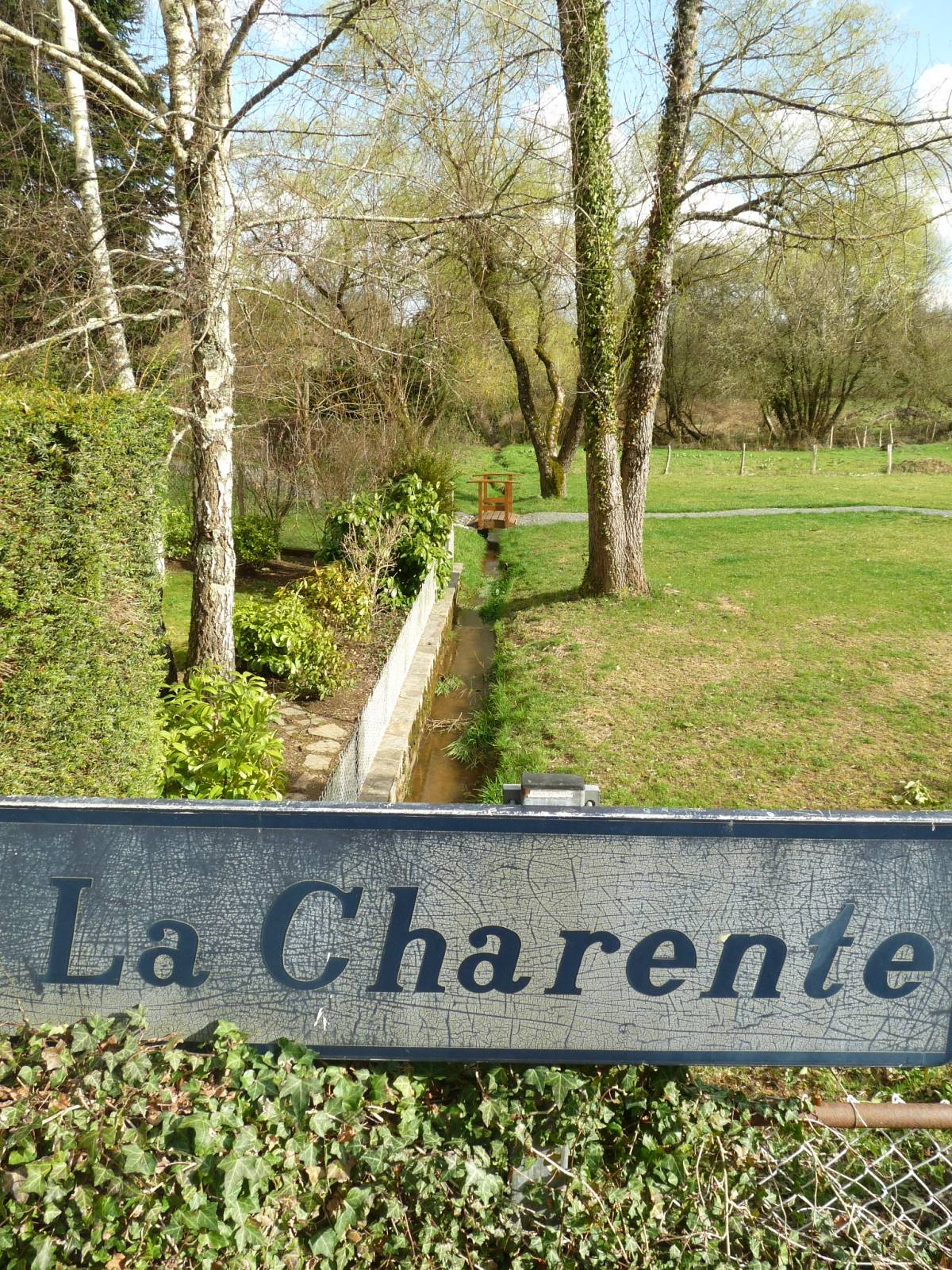
La source à Chéronnac, dans la Haute-Vienne.

La Charente naît dans la partie ouest du Massif central, correspondant au Limousin caractérisé par son socle de roches cristallines imperméables. Sa source se trouve à Chéronnac dans la Haute-Vienne à 295 mètres d'altitude, et elle coule vers le nord-ouest sur douze kilomètres avant d'entrer dans le département de la Charente au lac de Lavaud. Ce dernier est un lac artificiel formé par un barrage construit en 1990. Un affluent, la Trèze, alimente aussi le lac de Lavaud.
Peu après, le fleuve reçoit sur sa rive gauche la Moulde, sur laquelle le barrage de Mas Chaban a été construit en 1989. La Moulde est une petite rivière grossie du Cluzeau, du Mas de Lépi, du Turlut et directement sur la rive gauche du lac du Petit Pont[pas clair].
Cette partie de la vallée qui correspond à la haute vallée de la Charente constitue également un point de contact géologique entre le massif granitique de la Charente limousine et les terrains secondaires du calcaire jurassique inférieur des pays charentais dont la limite est Chantrezac.
Le cours du fleuve prend ensuite une direction nord-ouest et ses eaux entrent dans le département de la Vienne qu'elles traversent sur 47 kilomètres. Dans sa brève incursion en terre poitevine, la Charente reçoit sur sa rive droite le Transon, atteint Charroux, bourg situé sur son affluent de rive droite, le Merdançon, et vire à l'ouest vers Civray.

#### La vallée de la Charente entre Ruffec et Angoulême
En quittant la petite cité de Civray, le fleuve revient dans le département de la Charente où son cours se dirige alors plein sud. Il se caractérise dès lors par une vallée plus large et par de nombreux et profonds méandres, traversant un grand nombre de villages et bourgs pittoresques dont Condac, aux portes de Ruffec, Verteuil-sur-Charente et son magnifique château, Lichères et sa belle église romane, Bayers puis Mansle.
Sa vallée, en aval de Mansle, est alors dénommée par certaines sources le Val d'Angoumois,,, et, ce, jusqu'aux portes d'Angoulême, où les méandres prennent une ampleur maximale et ont calibré une large vallée. Cette appellation géographique relativement récente n'est toutefois pas utilisée localement.
En amont de Mansle, le fleuve reçoit sur sa rive gauche le Son-Sonnette, petit affluent formé du Son qui passe par Saint-Claud et de la Sonnette, puis la Charente reçoit la Bonnieure qui arrose Chasseneuil. Ces deux rivières s'écoulent plein ouest depuis Roumazières-Loubert. Il en est de même pour la Tardoire, cette dernière étant grossie des eaux du Bandiat et se jetant dans la Bonnieure. La Tardoire et le Bandiat ont également leurs lieux de source dans la Haute-Vienne et leurs cours remontent selon une direction nord-ouest en passant notamment pour la Tardoire par Montbron et La Rochefoucauld, et pour le Bandiat par Nontron en Dordogne.
De la source jusqu'à Mansle (alt. 55 m), la pente est forte avec un dénivelé de 185 m sur 127 km, ce qui rend impossible la navigation fluviale.
Depuis Mansle jusqu'au Port-du-Lys, en aval de Cognac (alt. 5 m), soit 130 km, la pente devient particulièrement faible. C'est alors que le fleuve paresse dans de larges méandres mais est accessible à la navigation fluviale à partir d'Angoulême.

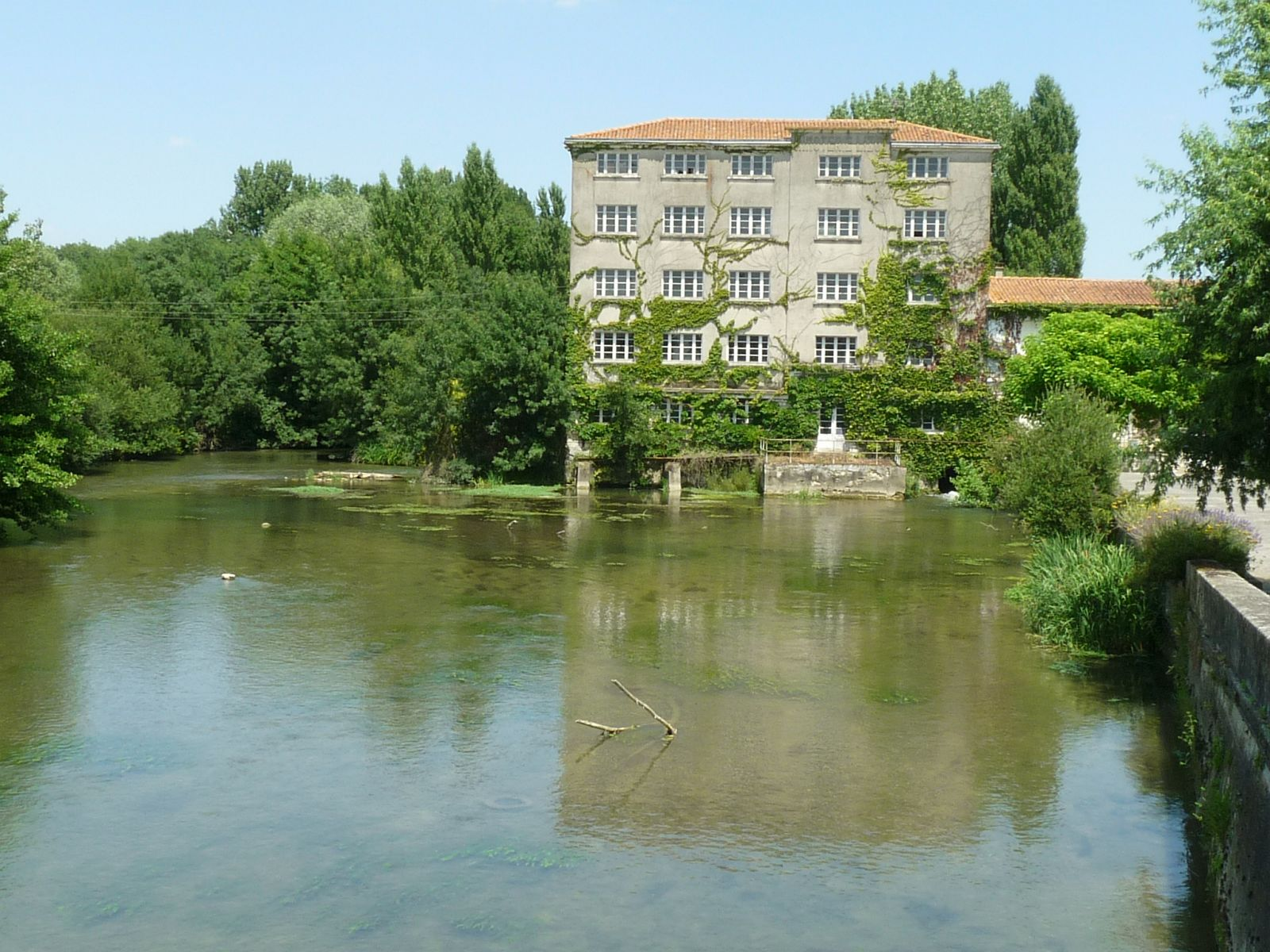
Le moulin de Vars sur la Charente.

Après un petit détour vers l'ouest où se nichent le gros village de Marcillac-Lanville dans la tête du méandre et le village de La Chapelle dans l'anse du même méandre et après avoir reçu l'Aume sur sa rive droite, le fleuve repart vers le sud et arrose des villages, des bourgs et des petites villes dont Montignac-Charente, Vars, Vindelle, Balzac, Saint-Yrieix-sur-Charente et Gond-Pontouvre avant d'arriver à Angoulême, la plus grande ville riveraine du fleuve.
En Angoumois, la Charente et ses affluents traversent des plateaux calcaires fissurés favorisant la présence de gouffres et de résurgences. Les sources de la Touvre, alimentées par des rivières souterraines provenant du karst de La Rochefoucauld, sont par leur débit la deuxième résurgence de France, après celles du Vaucluse. L'eau provient essentiellement des pertes du Bandiat et de la Tardoire. Dans une moindre mesure, des eaux de la Bonnieure et de l'Échelle y contribuent. La cause de la résurgence est la faille de l'Échelle, où une épaisseur de 500 m de marnes du Kimméridgien inférieur imperméable barre la route à l'écoulement souterrain des eaux et les oblige à remonter à la surface.

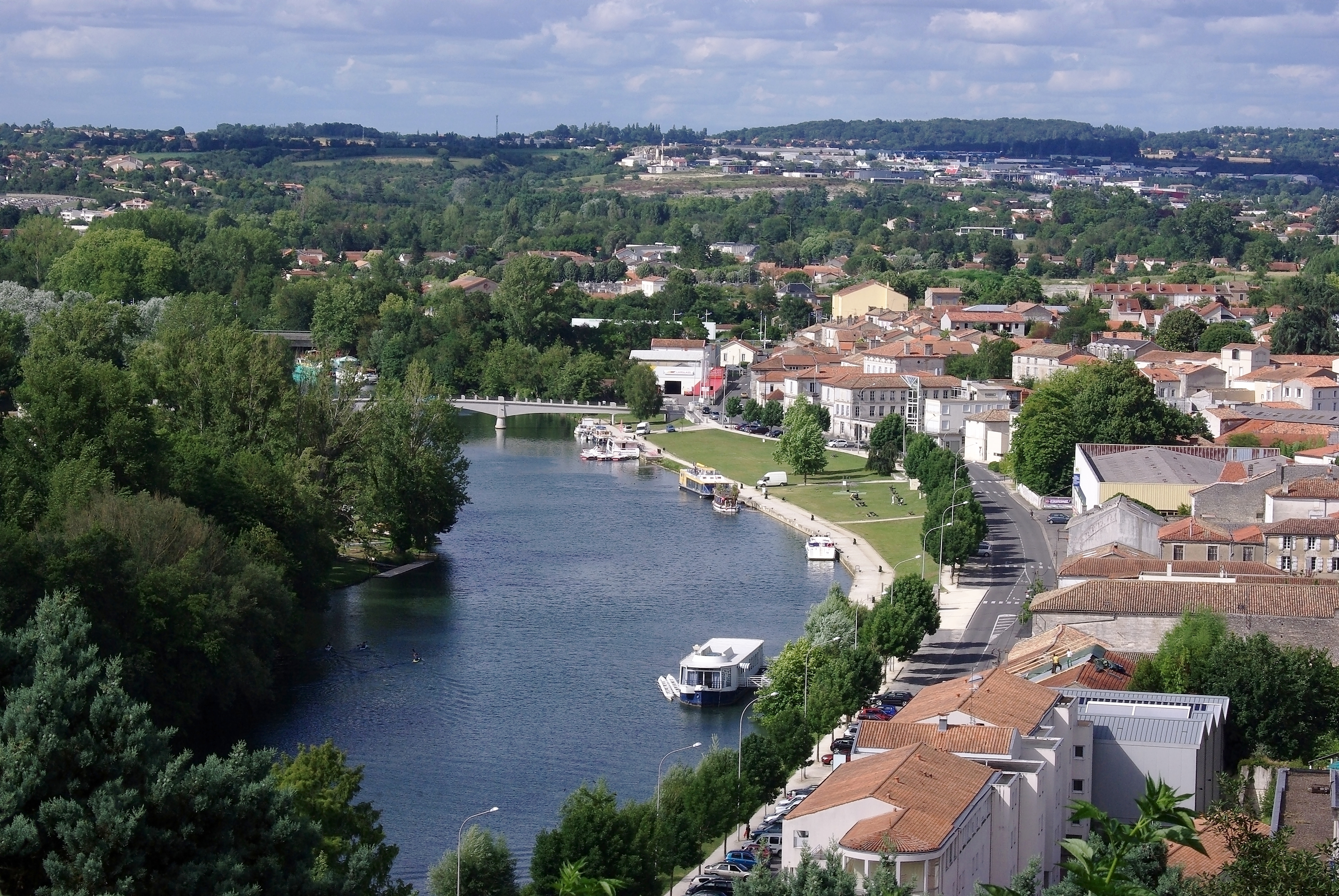
La Charente à l'Houmeau, au pied de la cité d'Angoulême.

La Charente passe ensuite au pied de l'ancienne cité d'Angoulême, chef-lieu du département, en faisant une large boucle.

#### La vallée de la Charente entre Angoulême et Cognac

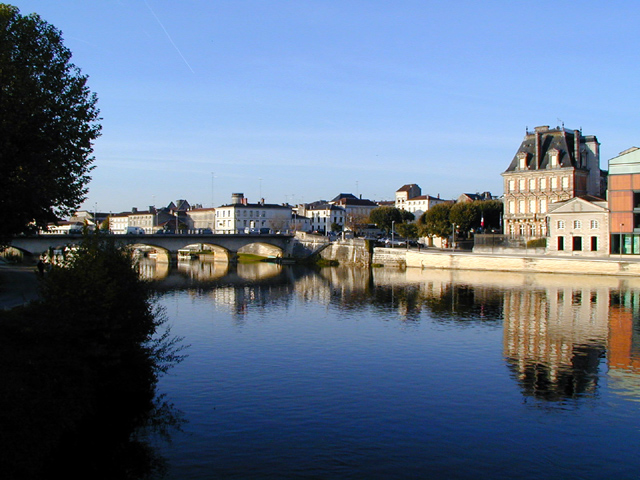
Jarnac, vue de la célèbre cité depuis le Pont du Parc.

Après Angoulême, le cours du fleuve se dirige résolument vers l'ouest. Le reste de son bassin versant est formé de terrains imperméables et de calcaires qui, une fois gorgés d'eau, se comportent comme des terrains imperméables[réf. nécessaire]. Il reçoit notamment sur sa rive droite les eaux de la Nouère, de la Soloire et de l'Antenne et sur sa rive gauche celles de l'Anguienne, des Eaux Claires, de la Charreau, de la Boëme et du Né, ce dernier étant canalisé dans sa partie aval jusqu'à son lieu de confluence au Port-du-Lys, à la limite administrative des deux départements charentais.
Depuis Angoulême jusqu'au département de la Charente-Maritime, la Charente arrose de nombreux bourgs et villes pittoresques qui sont d'amont en aval Saint-Michel, Trois-Palis, Nersac, Sireuil, Châteauneuf-sur-Charente, Vibrac, les villages gabariers de Saint-Simeux et Saint-Simon, Bassac, Jarnac, Bourg-Charente, Cognac et Merpins. Cette partie de la vallée prend alors parfois le nom de prée de Jarnac ou Val de Jarnac.
C'est à partir d'Angoulême que la navigation fluviale devient possible et, ce, jusqu'à Rochefort, c'est-à-dire sur 170 km. Du temps de la prospérité du trafic des marchandises sur le fleuve au XIXe siècle, toutes les villes et nombre de villages étaient alors équipés d'un quai d'embarquement et d'expédition, la Charente était équipée ponctuellement d'écluses, et la voie de halage qui longe la Charente est l'illustration la plus parlante de cette activité révolue.

#### La vallée de la Charente entre Cognac et Saint-Savinien

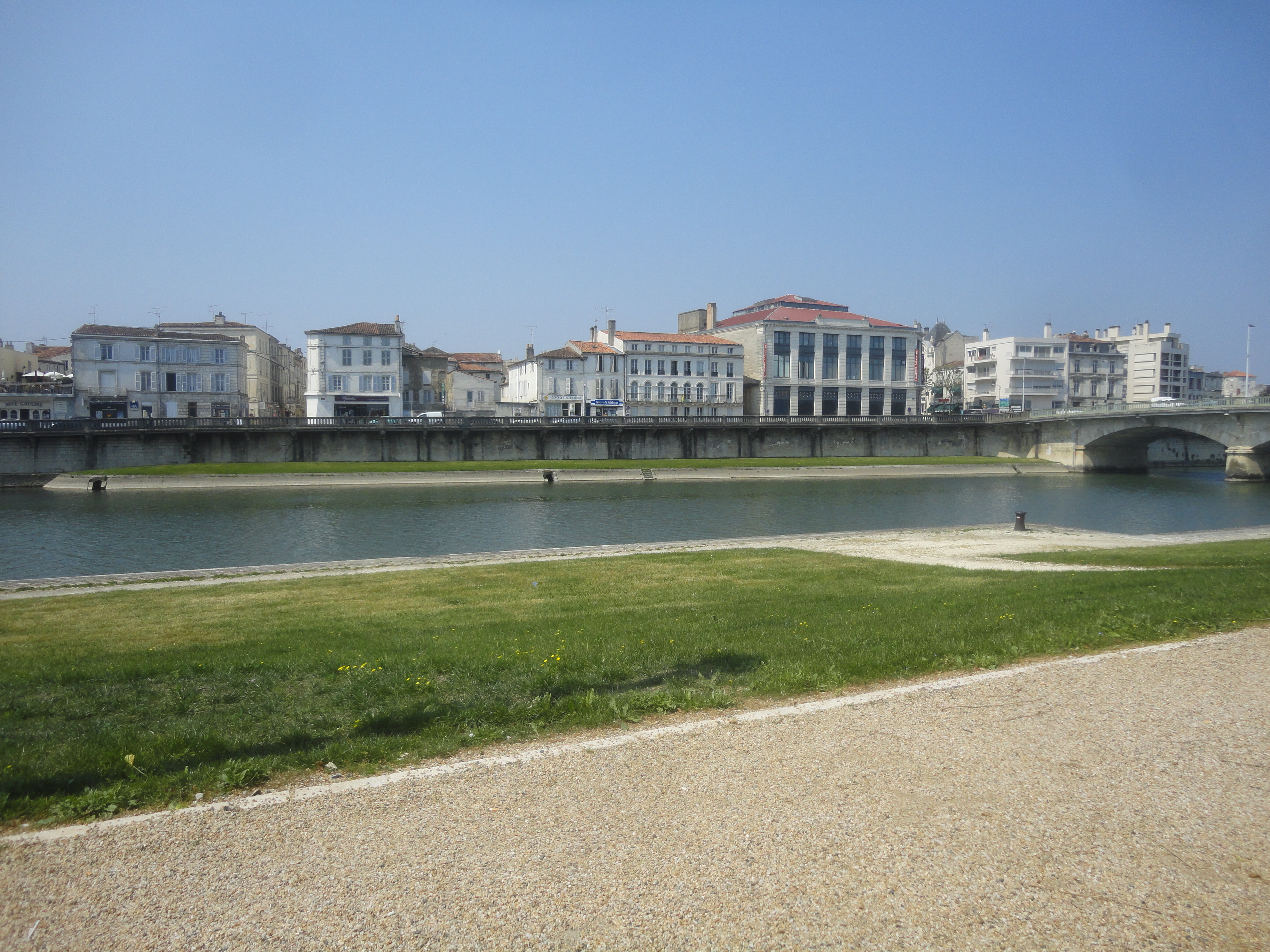
La Charente à Saintes avant de passer sous le Pont Bernard Palissy.

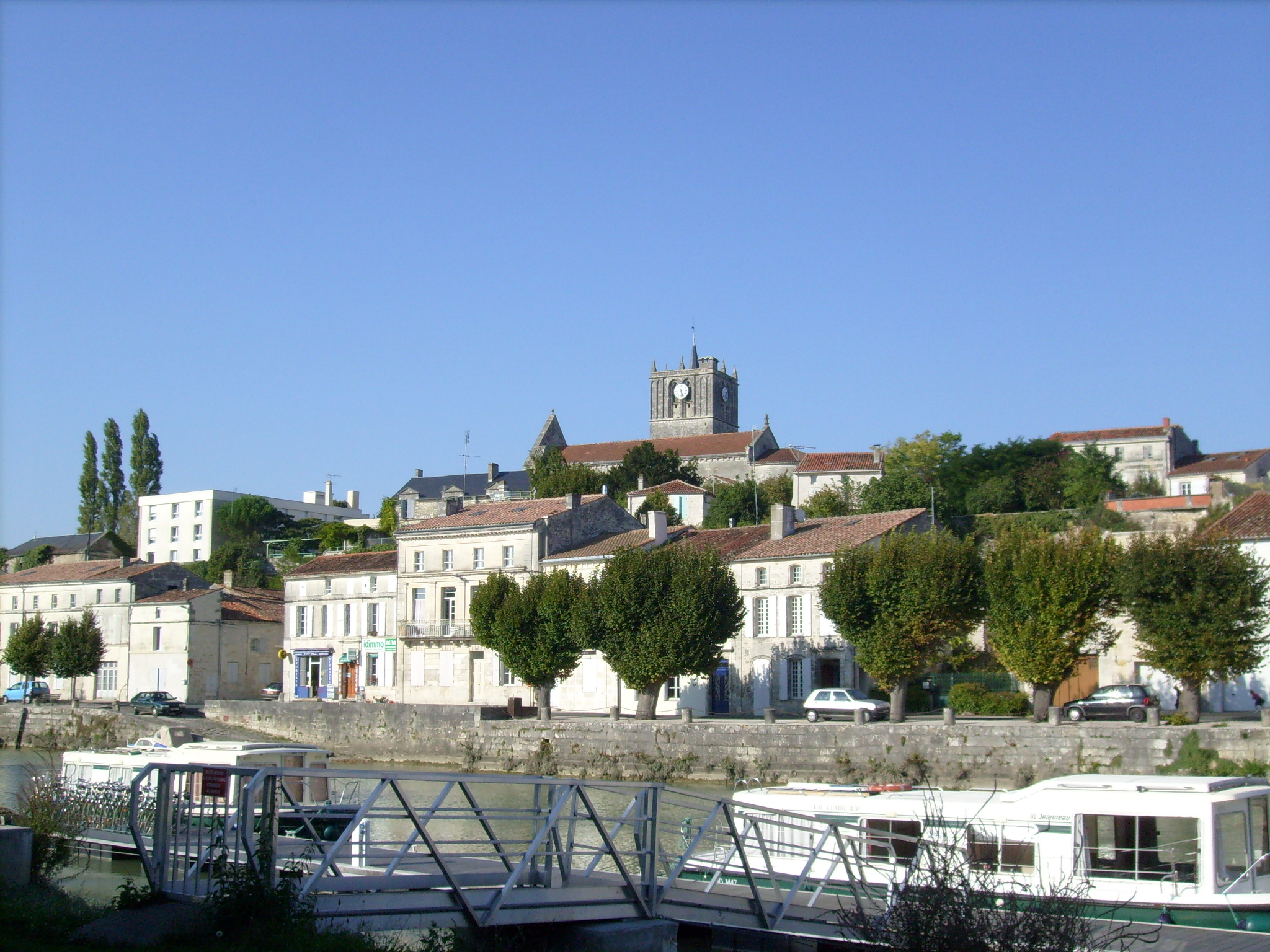
Saint-Savinien, une ravissante petite cité sur la Charente.

À partir de Cognac et notamment du Port-du-Lys jusqu'à Saint-Savinien, de nombreux villages, bourgs et villes sont établis sur le fleuve dont, sur la rive droite, Dompierre-sur-Charente, Chaniers, Saintes, Taillebourg, Saint-Savinien et, sur la rive gauche, Brives-sur-Charente, Rouffiac, Port-d'Envaux, Crazannes. La vallée de la Charente prend alors parfois le nom de « Val de Saintonge »,.
En Charente-Maritime, les affluents notables sont sur la rive droite, la Boutonne qui est le plus long affluent de la Charente, et sur sa rive gauche, la Seugne et l'Arnoult.
Si la navigation pour le transport de marchandises a totalement disparu au tournant du XXe siècle, la navigation de plaisance a pris le relais et connaît un bel essor assurant des liaisons touristiques depuis Saint-Savinien, Taillebourg, Saintes et Chaniers en Charente-Maritime et se prolongeant vers Cognac et Jarnac dans le département voisin.
Sur les 93 km de parcours en Charente-Maritime, la pente du fleuve est quasi nulle et l'effet de la marée qui se fait sentir jusqu'à Saintes ralentit l'écoulement jusqu'à Cognac et Jarnac, ce qui contribue à augmenter les inondations lors des crues, quelquefois spectaculaires. Les zones inondables en aval de Cognac jusqu'à l'estuaire s'appellent localement « les prées ».

#### La basse vallée de la Charente

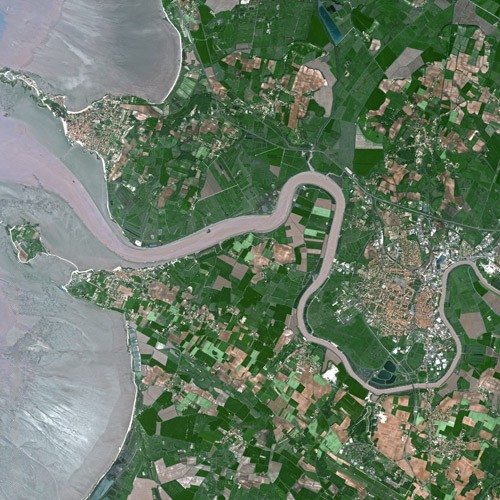
L'embouchure de la Charente et la ville de Rochefort prises par le satellite Spot.

La basse vallée de la Charente commence au site fluvial de Saint-Savinien qui était encore au XIXe siècle un important centre de batellerie sur le fleuve, car la marée s'y faisait assez sentir pour permettre la navigation maritime. Elle y est cependant insuffisante pour permettre l'accès aux navires modernes dont le tirant d'eau est supérieur à celui des navires d'autrefois. C'est donc désormais à Tonnay-Charente que les conditions du trafic maritime sont les plus favorables à la navigation moderne, le site portuaire pouvant recevoir des navires jaugeant plus de 5 000 tonnes. Avec Rochefort, ces deux villes fluviales, qui sont situées toutes deux sur la rive droite du fleuve, sont des ports maritimes encore actifs aujourd'hui, permettant un trafic fluvial annuel d'environ un million de tonnes.

#### Estuaire de la Charente
En aval de Rochefort commence l'estuaire de la Charente où le fleuve s'élargit rapidement et dessine deux profonds méandres avant de se jeter dans le Pertuis d'Antioche face à l'Île d'Oléron, et de rejoindre ainsi l'océan Atlantique. Sur la rive droite sont situés d'amont en aval Vergeroux, Saint-Laurent-de-la-Prée et Fouras tandis que sur la rive gauche se trouvent Soubise, Saint-Nazaire-sur-Charente et Port-des-Barques. Cet estuaire est marqué par des hauts fonds. Il était autrefois défendu par un fort situé sur l'Île Madame au sud, et par le fort Vauban à Fouras, au nord.
L'embouchure du fleuve s'élargit considérablement entre Fouras sur sa rive droite et Port-des-Barques sur sa rive gauche s'évasant sur environ quatre kilomètres.

## Hydrographie
Avec une longueur de 381 km, le fleuve est classé navigable sur 196 km  (dont 103 classés en maritime) depuis Montignac situé à la cote 40 m, mais surtout depuis Angoulême à la cote 29 m jusqu'à l'océan Atlantique. En pratique, seuls 179 km sont réellement navigables grâce à 21 écluses dont deux sont classées maritimes.
D'Angoulême au Port-du-Lys — commune de Merpins —, le gabarit des écluses est de 28 m sur 6,35 m, la hauteur libre 3,60 m. Ensuite, dans la portion du fleuve classée en « maritime » qui va du Port-du-Lys jusqu'à l'océan, le gabarit des écluses est de 34,80 m sur 6,30 m pour l'écluse de la Baine, située dans la commune de Chaniers, en amont de Saintes, et de 50 m sur 8 m pour l'écluse de Saint-Savinien, avec une hauteur libre de 5,65 m.
La longueur totale des cours d'eau du bassin versant de la Charente (10 549 km2) est de 6 000 km.

### Principaux affluents
D'amont en aval, la Charente a pour affluents :
- Rive gauche :
  - la Moulde
  - la Lizonne[1] 15,7 km
  - l'Argentor
  - le Son-Sonnette
  - la Bonnieure, grossie de la Tardoire et du Bandiat
  - l'Argence
  - la Touvre
  - l'Anguienne
  - les Eaux Claires
  - la Charreau
  - la Boëme
  - le Né
  - la Seugne
  - l'Arnoult
- Rive droite :
  - le Transon, 22,4 km
  - la Péruse
  - l'Aume, grossie de la Couture
  - la Nouère
  - la Soloire
  - le Fossé du Roi
  - l'Antenne
  - le Coran
  - le Bourru
  - le Bramerit
  - la Boutonne, principal affluent de rive droite, 98,8 km
  - la Devise grossie de la Gères

### Canal
La Charente est reliée à la Seudre par le canal de la Charente à la Seudre ou canal de la Bridoire.

## Hydrologie
Il existe à l'heure actuelle, dans le bassin versant, vingt-neuf stations de mesures du débit des cours d'eau, qui équipent tant la Charente que ses affluents. Sept d'entre elles équipent le fleuve lui-même.

### Le débit du fleuve à Angoulême
La station de mesure située à Vindelle (Angoulême) commande un bassin versant de 3 750 km2. Le débit d'étiage quinquennal y est de 3,7 m3/s. Le débit maximal enregistré y est de 595 m3/s le 1er décembre 1982.
Le débit maximal instantané des crues y est le suivant :
- crue biennale : 200 m3/s ;
- crue quinquennale : 310 m3/s ;
- crue décennale : 380 m3/s ;
- crue cinquantennale : 540 m3/s ;
- crue centennale : non calculée.

Une crue quinquennale par exemple, n'est pas une crue se produisant tous les cinq ans, mais une crue ayant chaque année une chance sur cinq de se produire. On voit ici que la crue de décembre 1982 était comprise entre une cinquantennale et une centennale ; il s'agit donc d'un événement rare (une à deux chances sur cent de se produire chaque année).

### Retenues de soutien d'étiage

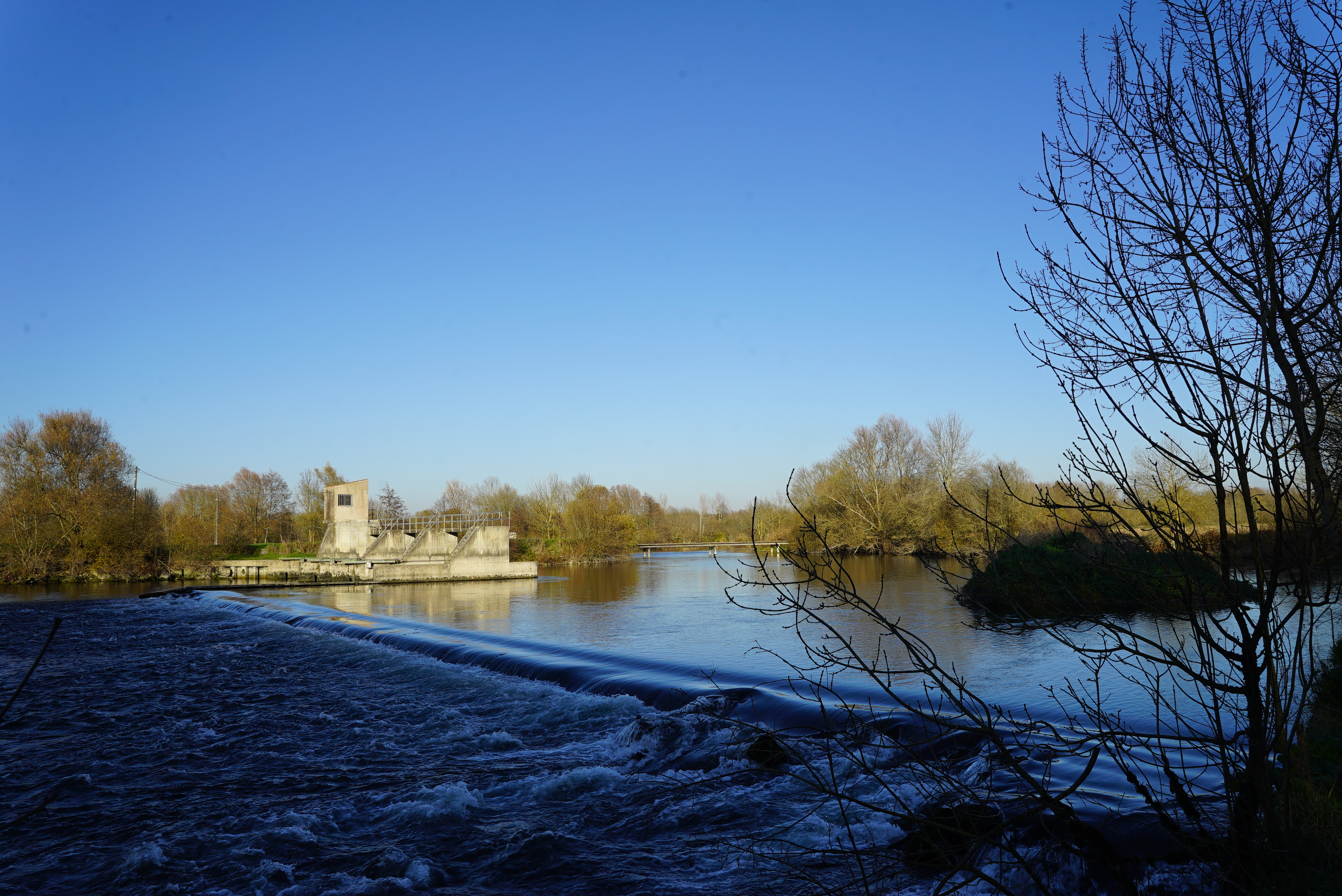
Barrage sur la Charente à St-Sever.

Un plan pour l'écrêtement des crues est à l'étude depuis de nombreuses années sur le cours de la Charente. Fleuve lent et méandreux, la Charente connaît un fonctionnement très particulier puisque 60 % de son tracé se situe en dessous du niveau de la mer[réf. nécessaire]. Son bassin hydrographique compte plus de 10 000 km et touche six départements : Haute-Vienne, Dordogne, Vienne, Deux-Sèvres, Charente et Charente-Maritime. Deux barrages soutiennent le débit de la Charente lorsque les niveaux atteignent leur niveau d'étiage : les lac de Lavaud et lac du Mas-Chaban qui ont pour but de garantir un débit minimum afin de préserver l'écosystème fluvial et satisfaire aux besoins en eau, eau potable mais aussi eau pour l'irrigation. L'institution interdépartementale pour l'aménagement du fleuve Charente et de ses affluents en est le maître d'ouvrage et un « protocole de gestion des eaux de la Charente 175 a été signé en 1992 puis a été intégré dans le SDAGE Adour-Garonne (Schéma directeur d'aménagement et de gestion des eaux).
Le débit de la Charente est mesuré notamment à la station de Vindelle et l'objectif est d'y maintenir un D.E.O. (débit d'objectif d'étiage) de 3 m3/s. Celui-ci qui a connu des baisses jusqu'à 1 m3/s ne devrait plus descendre au-dessous de 2,5 m3/s.

### Crues et inondations

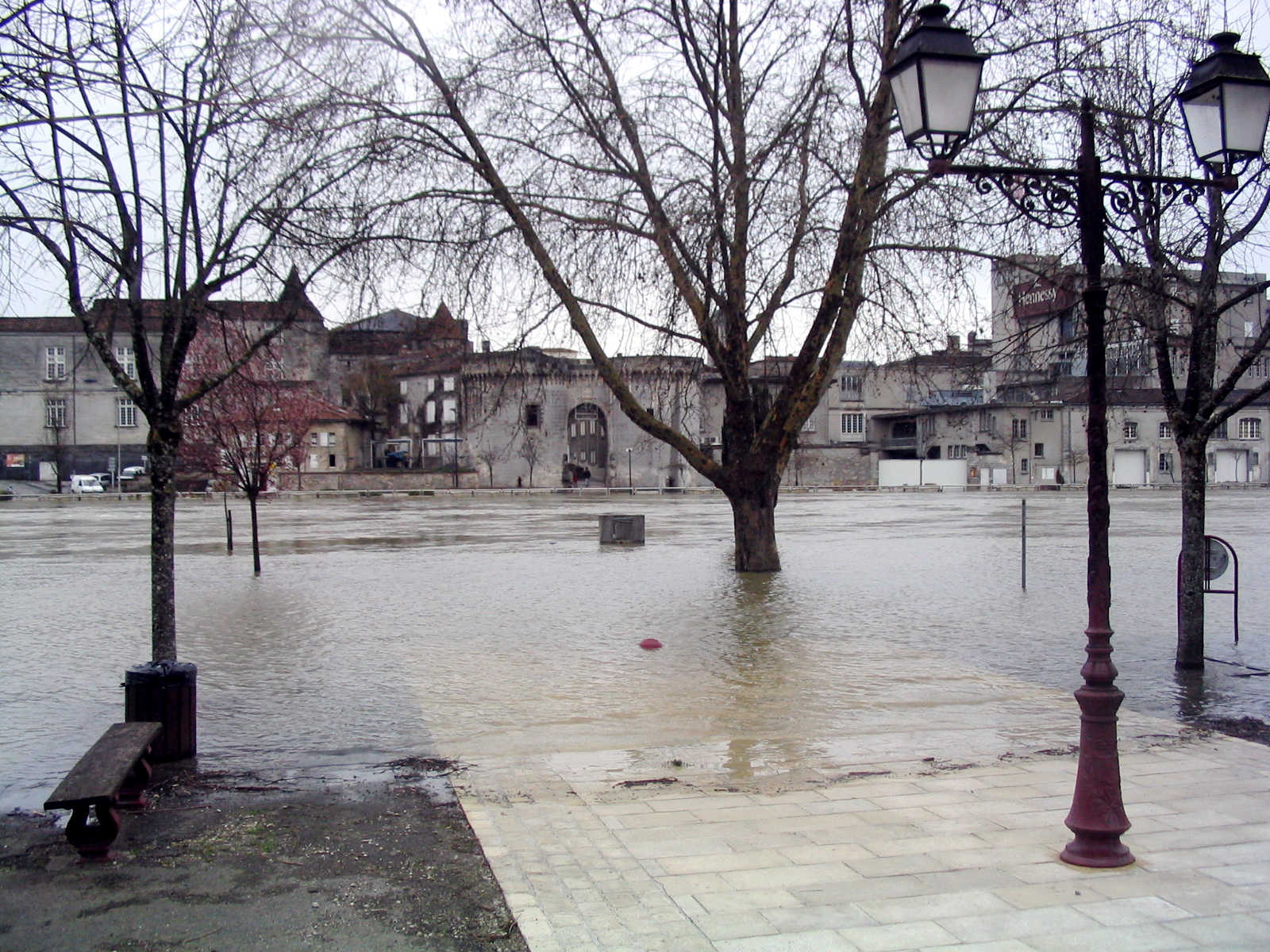
Crue de la Charente en mars 2007 à Cognac.

La Charente déborde tous les ans. Les crues de grande ampleur sont fréquentes provoquant des inondations. La région garde le souvenir de celles de 1882, 1904, 1910, 1937, 1952, 1966, 1982 crue centennale, 1994 presque centennale, puis 2000 et 2021. Les inondations durent longtemps : un mois en 1982, cinq mois en 2000-2001.
Si les inondations sont étendues, c'est parce que le lit mineur du fleuve conserve un caractère naturel malgré les aménagements liés à la navigation ; comme tout cours d'eau naturel, non incisé ni élargi, il déborde rapidement ; et le lit majeur étant plat et imperméable, l'eau s'étend sur sa largeur. Les inondations mettent longtemps à régresser en raison de la pente très faible et de la marée qui ralentit l'écoulement. Les zones inondables sont pour 82 % des surfaces cultivées, 16 % des zones naturelles ou des zones humides et 2 % des zones urbaines ou d'activités (860 ha dont 95 ha à Angoulême, 53 ha à Cognac, 135 ha à Saintes, Rochefort étant surtout exposé à un risque maritime). Lors de la crue de décembre 1982, il passait 630 m3/s sous les ponts d'Angoulême et 815 m3/s sous les ponts de Saintes. Alors que l'alerte est à Angoulême à +3,60 m, la crue a atteint la cote de +6,82 m (et à Saintes + 6,99 m).
Il a été mis en place un PAPI (programme d'actions et de prévention des inondations) copiloté par l'État et l'Institution du fleuve Charente qui est un EPTB (établissement public territorial de bassin). Des études ont été menées et des projets sont en cours ou déjà en activité. Le service de prévision des crues pour le bassin de la Charente annonce les crues et leur arrivée depuis l'amont. En effet, l'onde de crue met 24 h pour aller de Mansle à Angoulême puis 48 h pour atteindre Saintes. Cela permet d'anticiper et d'agir sur les affluents en ouvrant tous les ouvrages pour les vider avant la crue puis les fermer partiellement afin qu'un apport des affluents ne vienne pas aggraver la crue du fleuve. Cela permet aussi une alerte et d'évacuer les zones inondables (en particulier les véhicules et les chantiers). L'envasement de la Charente en amont de Saint-Savinien est un facteur aggravant les inondations et le curage devrait réduire leur niveau de 5 à 10 cm à Saintes. Il est aussi envisagé des chenaux, mis en eau uniquement lors des crues, pour couper trois des méandres en aval de Saintes, entre le pont Palissy et Bussac. Divers ouvrages qui entravaient l'écoulement du fleuve ont été modifiés, comme l'avancée de quai au pont de Saintes. Enfin la restauration de marais, sites naturels de rétention, est à l'étude sur les affluents. La restauration de zones humides sur la Soloire, sur l'Antenne et sur la Seugne amont est déjà programmée. L'Agence de Bassin Adour-Garonne intervient financièrement dans la restauration des zones humides.

### Marées

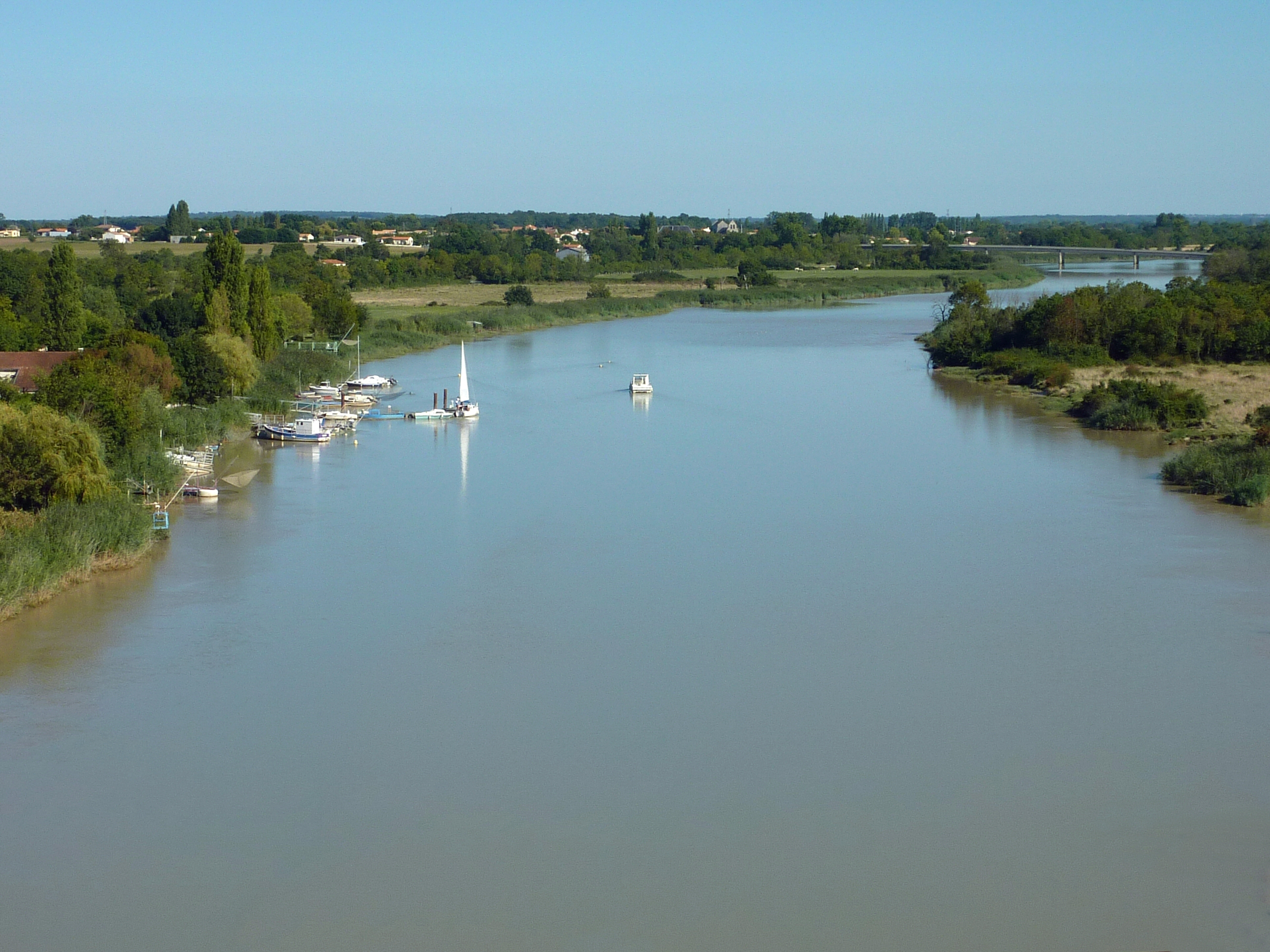
Mouillage en amont du pont suspendu à Tonnay-Charente.

L'amplitude des Marées qui est de 6,50 m à l'embouchure n'est plus que de 5,40 m à Rochefort puis le pont-barrage de Saint-Savinien atténue son effet. Un relevé du 19 mars 1973 montre une diminution d'amplitude de la marée à partir des 4,14 m de Rochefort et 3,98 m à Tonnay-Charente, pour encore 1,80 m à Saint-Savinien, 0,80 m à Taillebourg et 0,18 m à Saintes.
Le jusant dure plus longtemps que le flot.
Les eaux douces apportées par la Charente se mélangent à l’eau de mer dans l'estuaire plus ou moins aval en fonction des débits de la Charente et de la hauteur des marées, ce qui provoque des variations de salinité. Cette variation est caractéristique de la zone des pertuis et favorise ainsi l’ostréiculture du bassin de Marennes-Oléron, de Fouras et l'île d'Aix.

## Histoire

### Une longue occupation humaine
Les hommes de Néandertal ont vécu le long de la Charente et de ses affluents, d'environ 230 000 ans Avant le présent à leur extinction. Des restes de prénéandertaliens ont été retrouvés sur le site de Montgaudier sur la Tardoire près de Montbron, sur le site de La Chaise (la grotte Suard a livré des os d'enfants), et sur le site atelier de Fontéchevade. De très nombreux néandertaliens ont vécu en Charente, dans la grotte de Rochelot à Saint-Amant-de-Bonnieure, dans la vallée des Eaux-Claires tout près d'Angoulême, sur la rive droite du Voultron au site de La Quina, près de Villebois-Lavalette à Gardes-le-Pontaroux, qui a livré les restes fossiles de 27 néandertaliens, adultes et enfants, dans la grotte à Melon près de Châteauneuf-sur-Charente et en Charente-Maritime à la Roche à Pierrot, près de Saint-Césaire, qui a livré en 1979 un squelette néandertalien associé à un ensemble d'outils châtelperronien. Dans cette région, les néandertaliens ont probablement été contemporains des premiers Homo sapiens.
Sur la Tardoire, la grotte du Visage à Vilhonneur est une cavité ornée de peintures du paléolithique ; la grotte Marcel Clouet, près du confluent de l'Antenne avec la Charente, a livré plus de 100 outils et 200 objets, bifaces, pointes, racloirs attribués au Moustérien de tradition acheuléenne et la Chaire à Calvin à Mouthiers-sur-Boëme un abri sous roche et un bas-relief magdalénien.
La Charente était facilement navigable à l'âge du fer grâce au petit gabarit des embarcations de l'époque, et servait au transport du sel. La découverte de pirogues monoxyles en donne la preuve. Le port maritime des Celtes Santons se trouvait à son embouchure qui était alors un estuaire très profond et très découpé. Saintes, Cognac et Jarnac étaient des ports gallo-romains importants. Ausone célèbre la Charente et des chroniqueurs romains témoignent d'un important trafic fluvial. En 2008, deux épaves antiques dites épaves de Courbiac ont été découvertes entre Saintes et Fontcouverte. Ptolémée au IIe siècle trace les coordonnées du portus Santonum, le port maritime des Santones à l'embouchure du fleuve.
Les Vikings remontent la Charente vers 850, et détruisent Saintes et Angoulême. Dans la période qui va suivre, les hauteurs sur le fleuve vont se couronner de castrums qui seront ensuite rebâtis en pierre formant une suite de châteaux forts, pour la plupart détruits durant la guerre de Cent Ans, le fleuve servant de frontière durant certains épisodes.
Durant le Moyen Âge, la Charente et ses affluents se couvrent de constructions, moulins, canaux, écluses. Ces divers travaux et les aménagements de chemins de halage, de quais, de dépôts, permirent la navigation jusqu'à Cognac au Xe siècle puis jusqu'à Angoulême au XVe siècle. Cognac et Basseau à Angoulême sont attestés comme ports saulniers à la fin du XIe siècle. Les gabares franchissaient les barrages des moulins par des pertuis. C'est François Ier qui a ordonné la construction de ces pas ou pertuis, écluses primitives sous forme de portes mobiles nommées aiguilles.
Citation : « La Charente est le plus joli ruisseau de mon royaume ». Cette phrase est attribuée selon les sources, tant à Henri IV qu'à François Ier, et plus probablement au second, né à Cognac, sur les rives du fleuve.

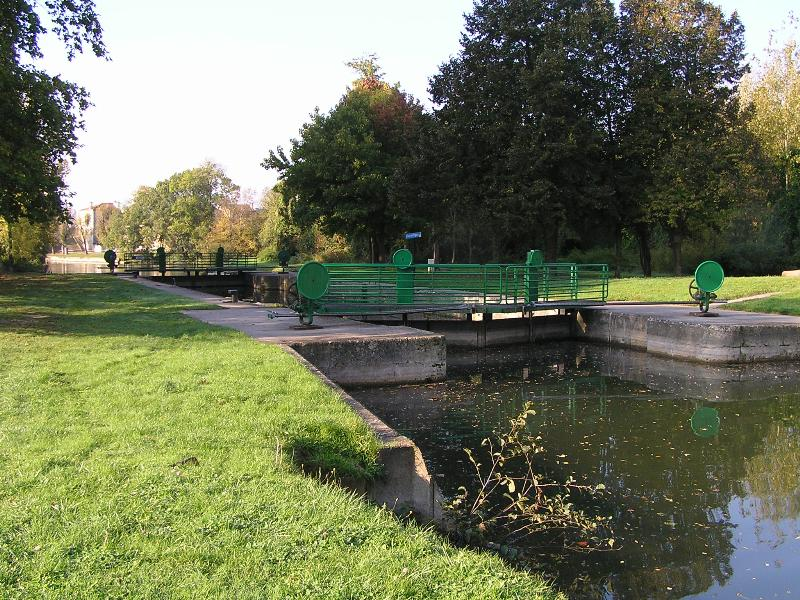
Écluse en amont de Cognac.

La canalisation de la Charente avec construction d'écluses débute vers 1780; elle est confiée à Trésaguet. On ne sait pas exactement combien d'écluses ont été construites.
La navigation s'intensifie au XVIIIe siècle, décline rapidement à la fin du XIXe siècle alors que la partie comprise entre Montignac et Angoulême a été abandonnée dès le début du XIXe siècle.
Au XIXe siècle, les ports étaient d'une part Saintes, Saint-Savinien et Port-d'Envaux qui relevaient du quartier d'inscription maritime de Saintes, d'autre part Angoulême, Cognac, Taillebourg et Rochefort qui relevaient du quartier d'inscription maritime de Rochefort.

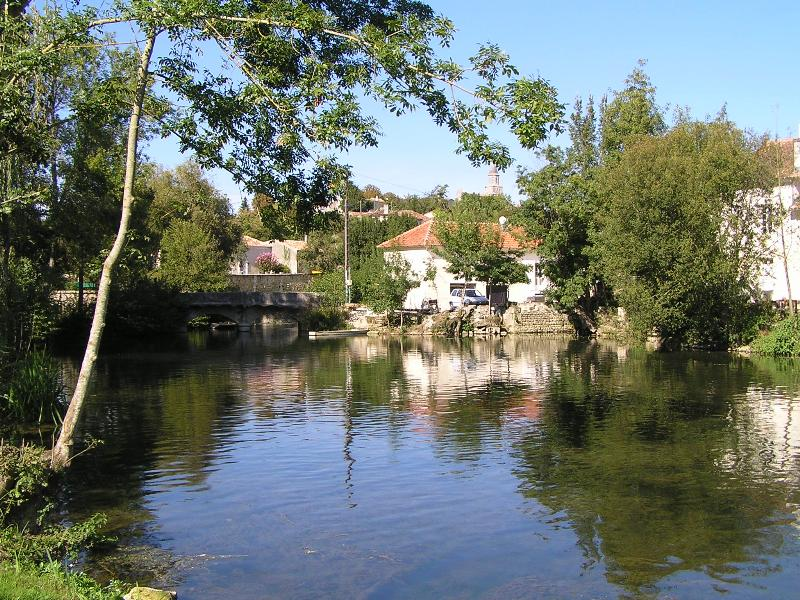
Saint-Simeux.

### Patrimoine
Villes et villages existent tout au long du fleuve depuis l'Antiquité. Il est donc possible de retrouver tous les types de patrimoine bâti traditionnels, ponts, puits, pigeonniers, maisons, fermes dont certains datent du Moyen Âge. Les églises romanes font la fierté de la vallée de la Charente ; chaque commune a la sienne.

#### Châteaux et remparts
Les châteaux se suivent tout au long du cours du fleuve, en particulier sur les promontoires surplombant la vallée. D'abord le Château de Peyras à Roumazières-Loubert en Charente, reconstruit au XVe siècle après la guerre de cent ans, puis dans le département de la Vienne le château de Léray près de Civray du XVIe siècle  et ensuite jusqu'à Angoulême les châteaux de Verteuil, Bayers, le donjon de Montignac, tous trois connus dès le XIe siècle et de Château de Balzac construit en 1600.
Sur les affluents, le Château de La Rochefoucauld joyau de la Renaissance est sur la Tardoire, le donjon de Marthon sur son affluent le Bandiat, le château de Blanzaguet-Saint-Cybard domine le Voultron, la Tour du Breuil à Dignac les sources de l'Échelle et le Château de Chalais rebâti en 1500 s'élève sur un éperon rocheux, entre la Tude et la Viveronne, d'où il domine la ville de Chalais. Le Château de la Tranchade, qui date du XIVe siècle, est à Garat sur la vallée de l'Anguienne à l'est d'Angoulême.
Angoulême est construit sur un éperon rocheux stratégique dominant un coude de la Charente. Le site fut occupé dès la préhistoire et le plateau est entouré de remparts dès l'époque romaine formant un balcon sur les vallées qui l'entourent.
Du Château d'Angoulême au donjon du XIIe siècle au Château de Cognac agrandi à la Renaissance, une suite de châteaux se dressent tout au bord du fleuve. Le Château de l'Oisellerie à La Couronne et le Château de Fleurac de Nersac sont du XVIe siècle. Des châteaux de Bouteville et de Jarnac il ne reste que des gravures et des ruines. Le Château de Bourg-Charente, le Château de Garde-Épée et le Château de Saint-Brice datent du  XVIe siècle ou du tout début du XVIIe siècle.
Après Cognac, on trouve sur les bords de l'Antenne, deux châteaux Renaissance le Château de Matha en Charente-Maritime, et Château Chesnel à Cherves-Richemont. Le Château de Richemont a été rebâti au XVIIe siècle et le château d'Authon situé sur le Dandelot, affluent de Antenne date du XVIe siècle. Sur la Seugne le donjon de Pons a été reconstruit en 1187. Puis, après Saintes, le château de Crazannes et le château de Panloy à Port-d'Envaux sont du XVIe siècle et à Rochefort la corderie Royale a été construite à partir de 1666.

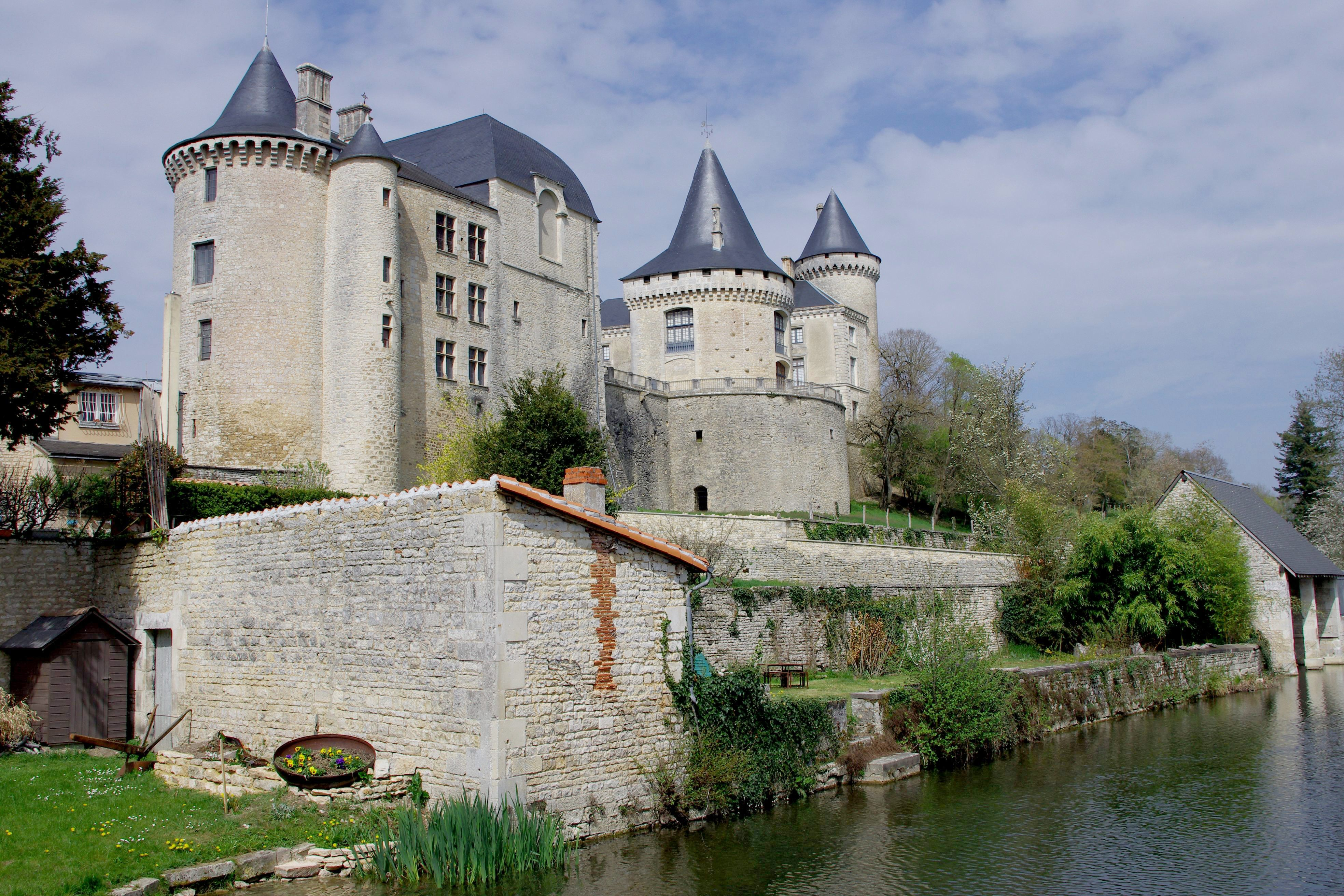
Château de Verteuil.
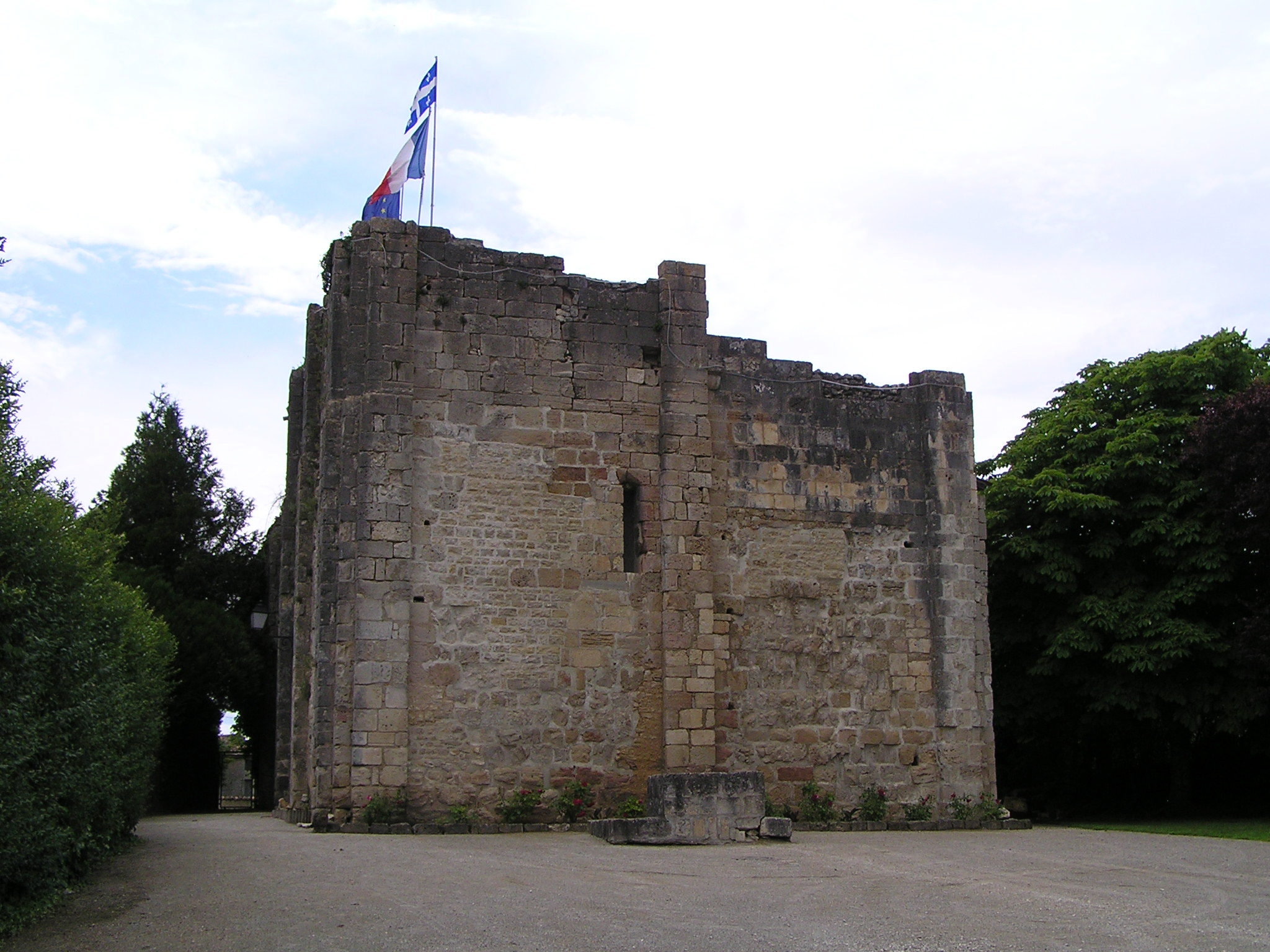
Donjon de Montignac.
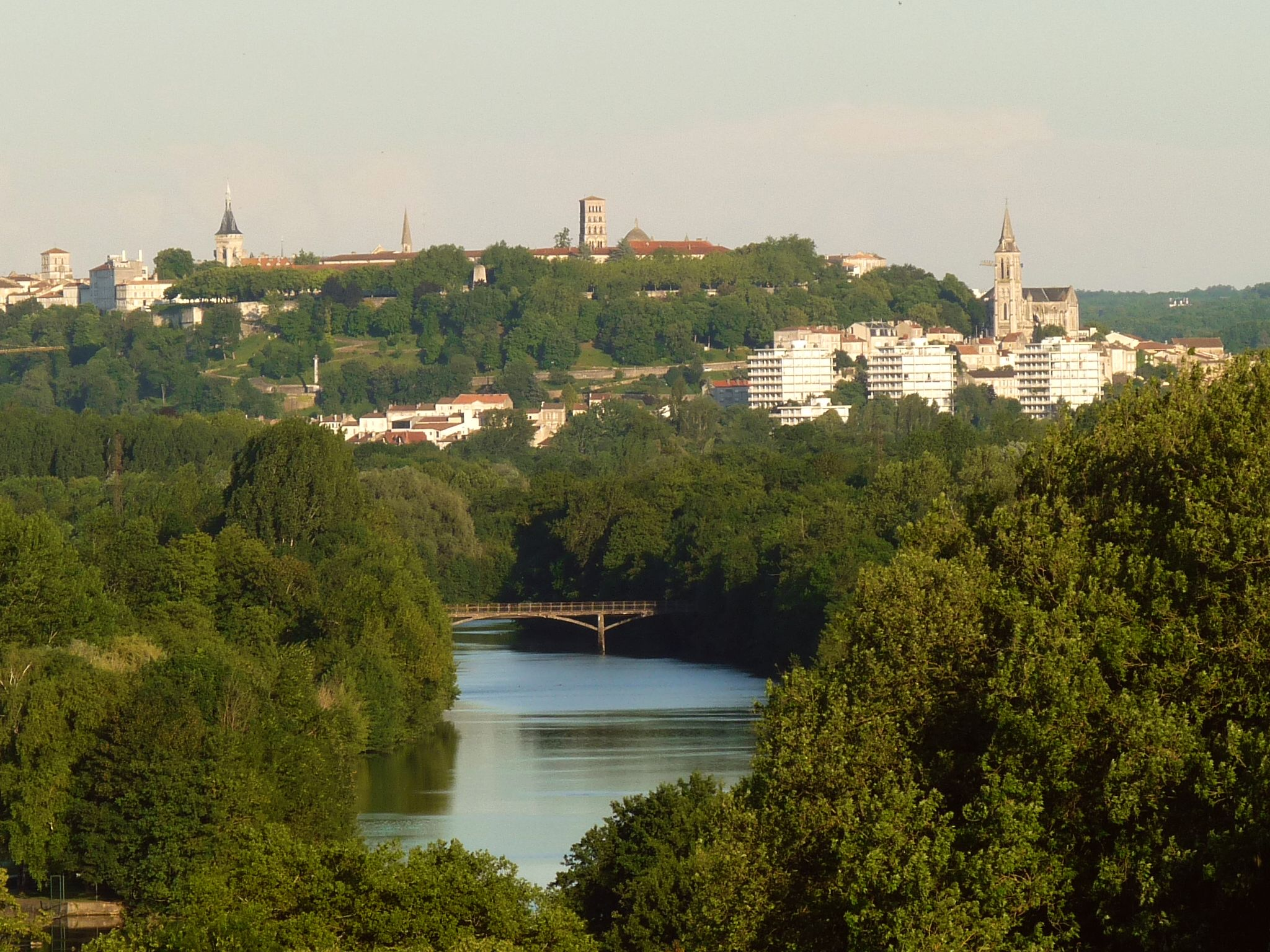
Angoulême et ses remparts vus de Fléac.
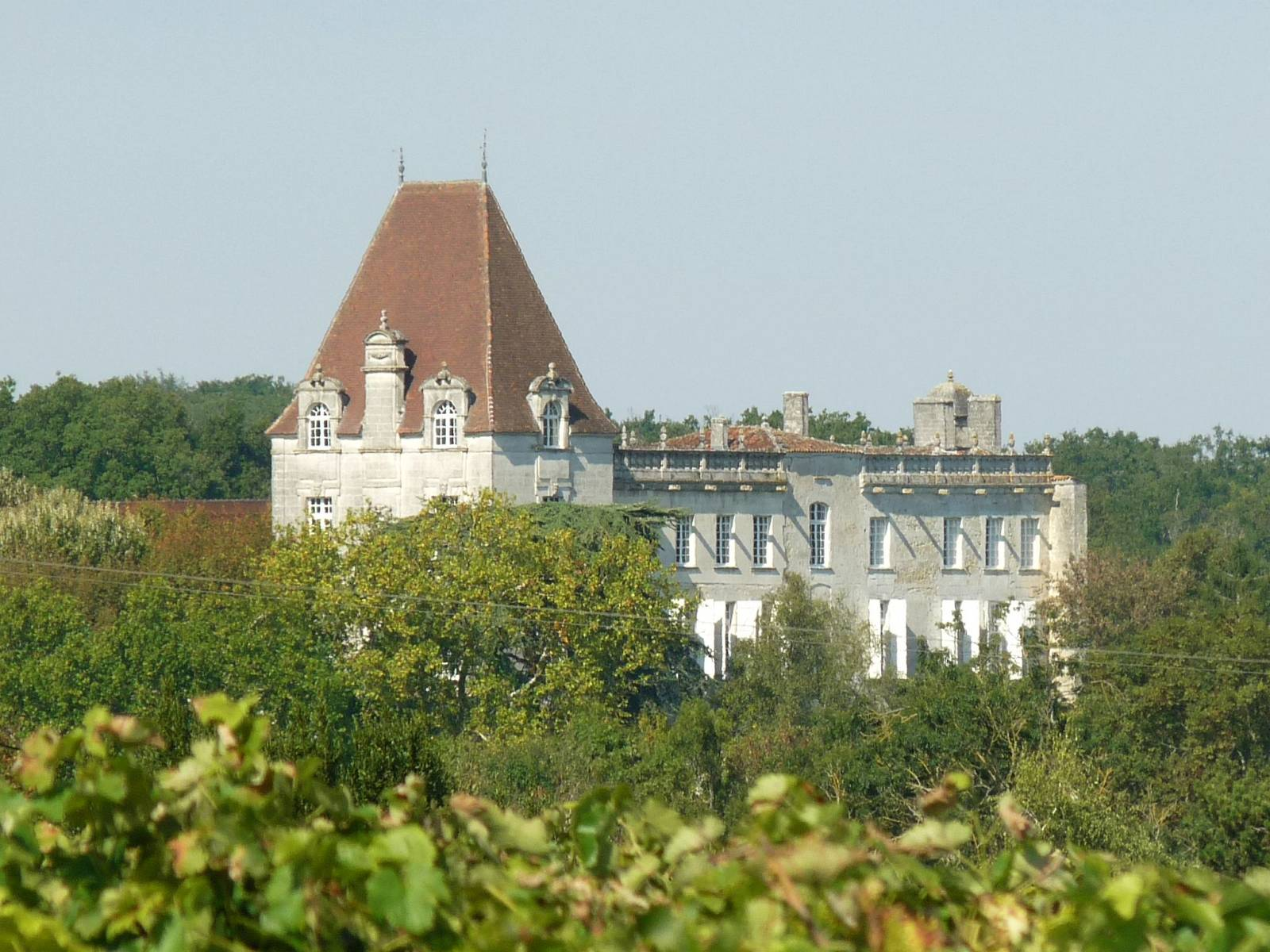
Château de Bourg-Charente.
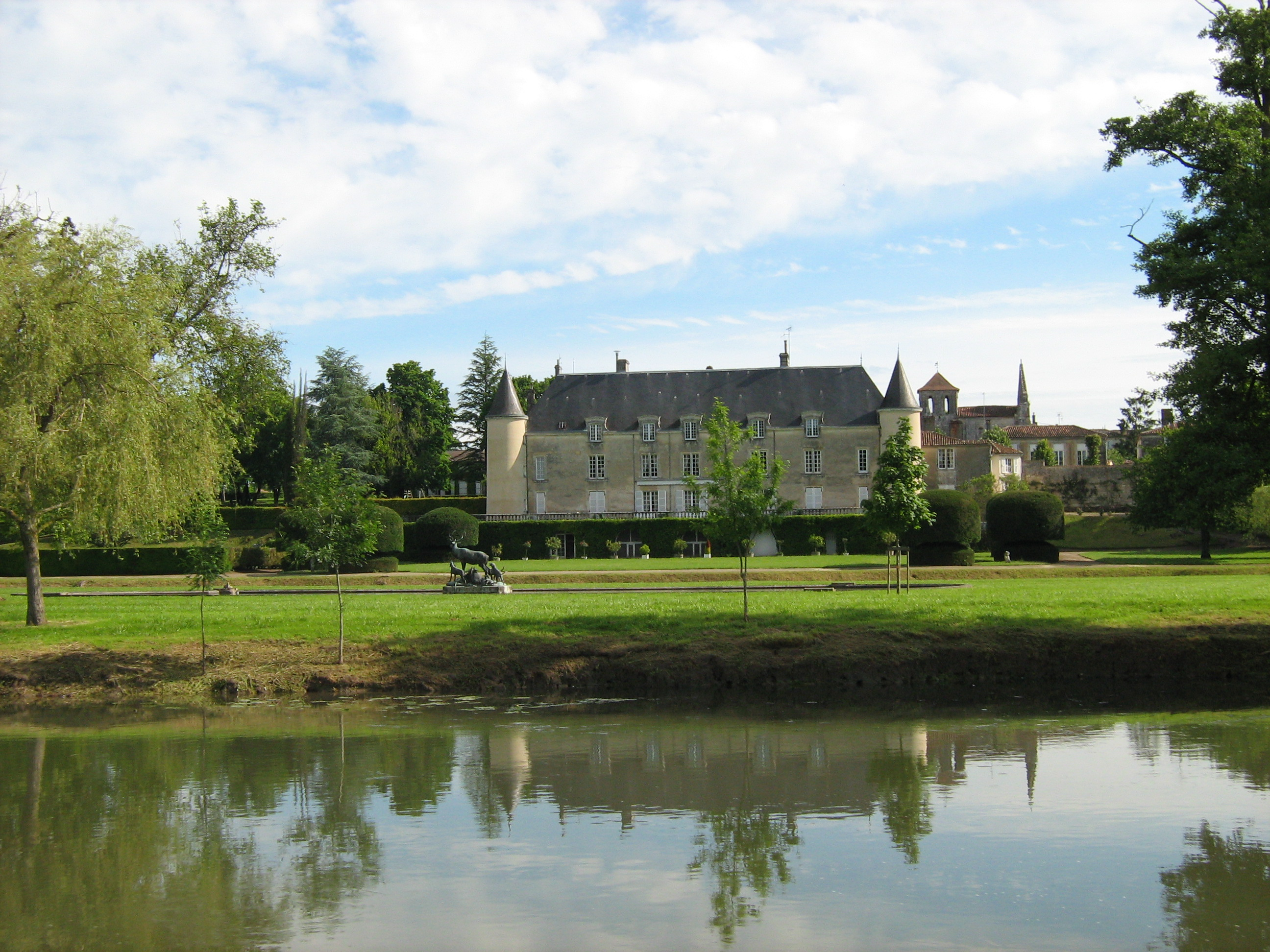
Château de Saint-Brice.
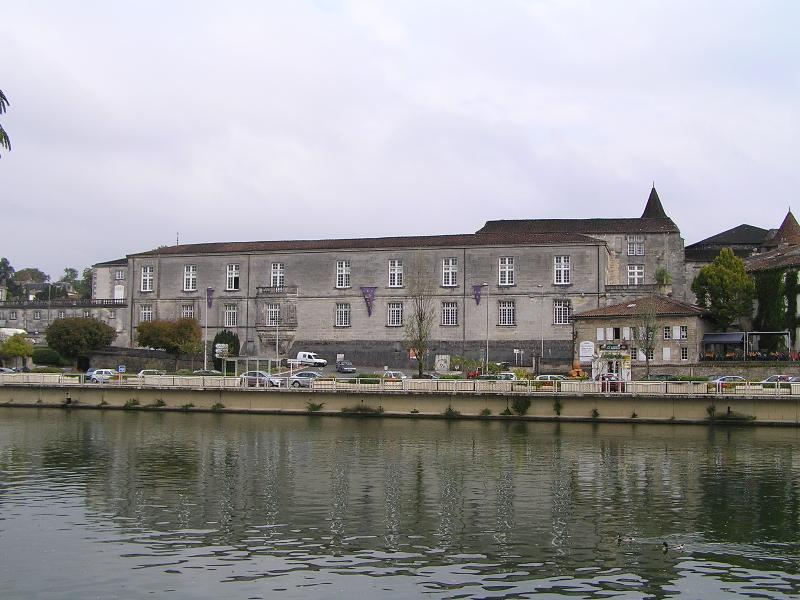
Château de Cognac.
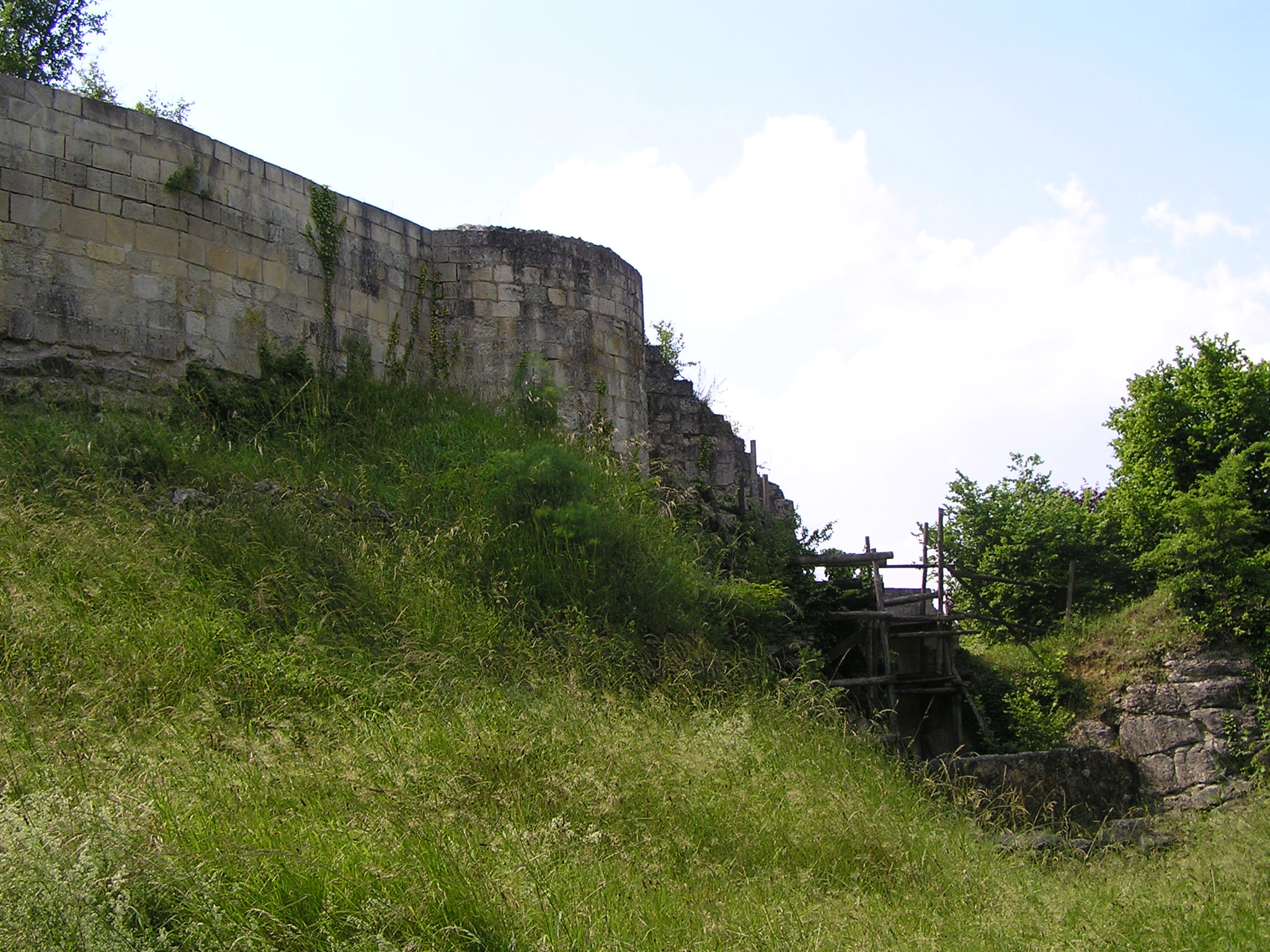
Château de Merpins.
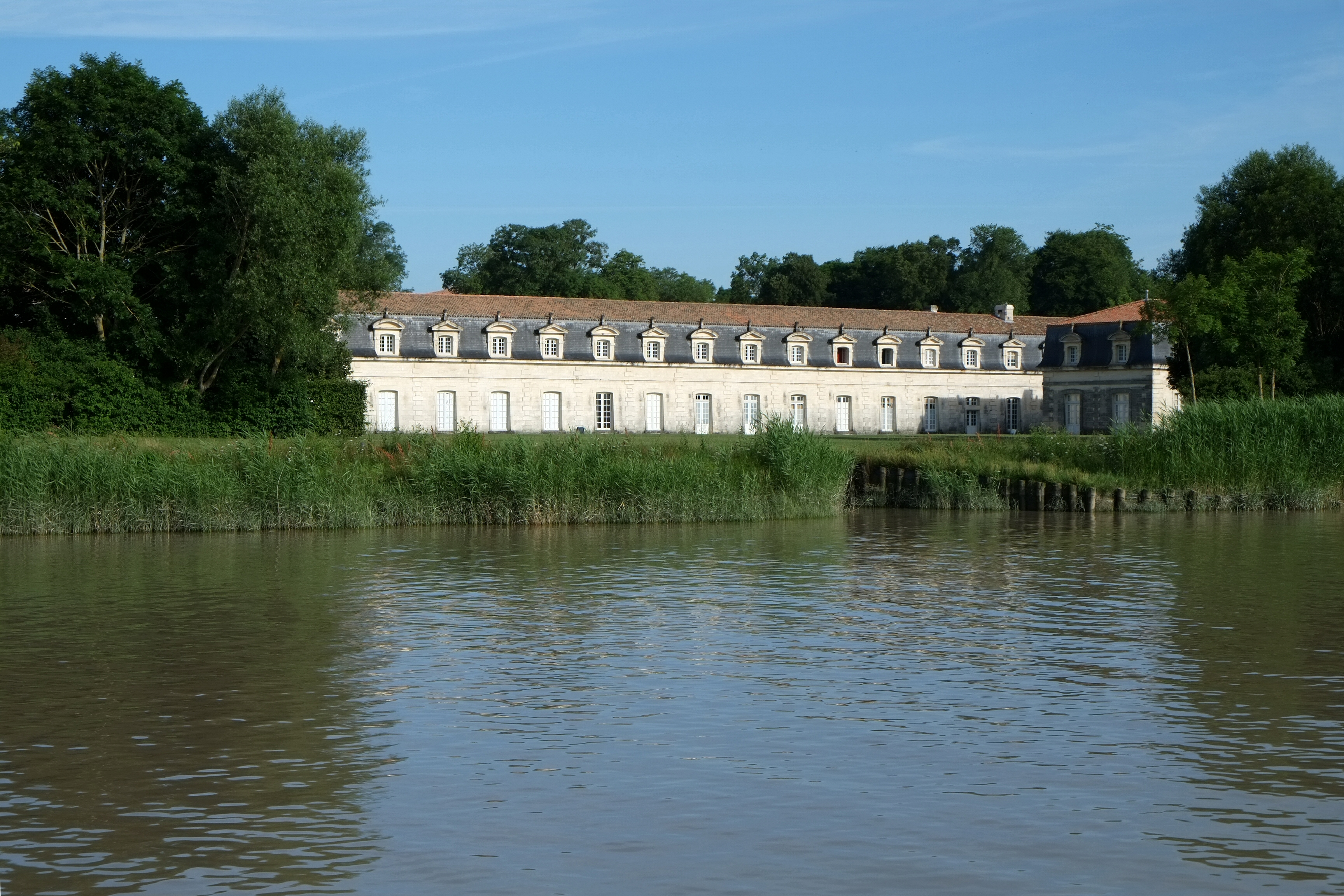
La Corderie royale vue du milieu du fleuve à Rochefort.

#### Ponts

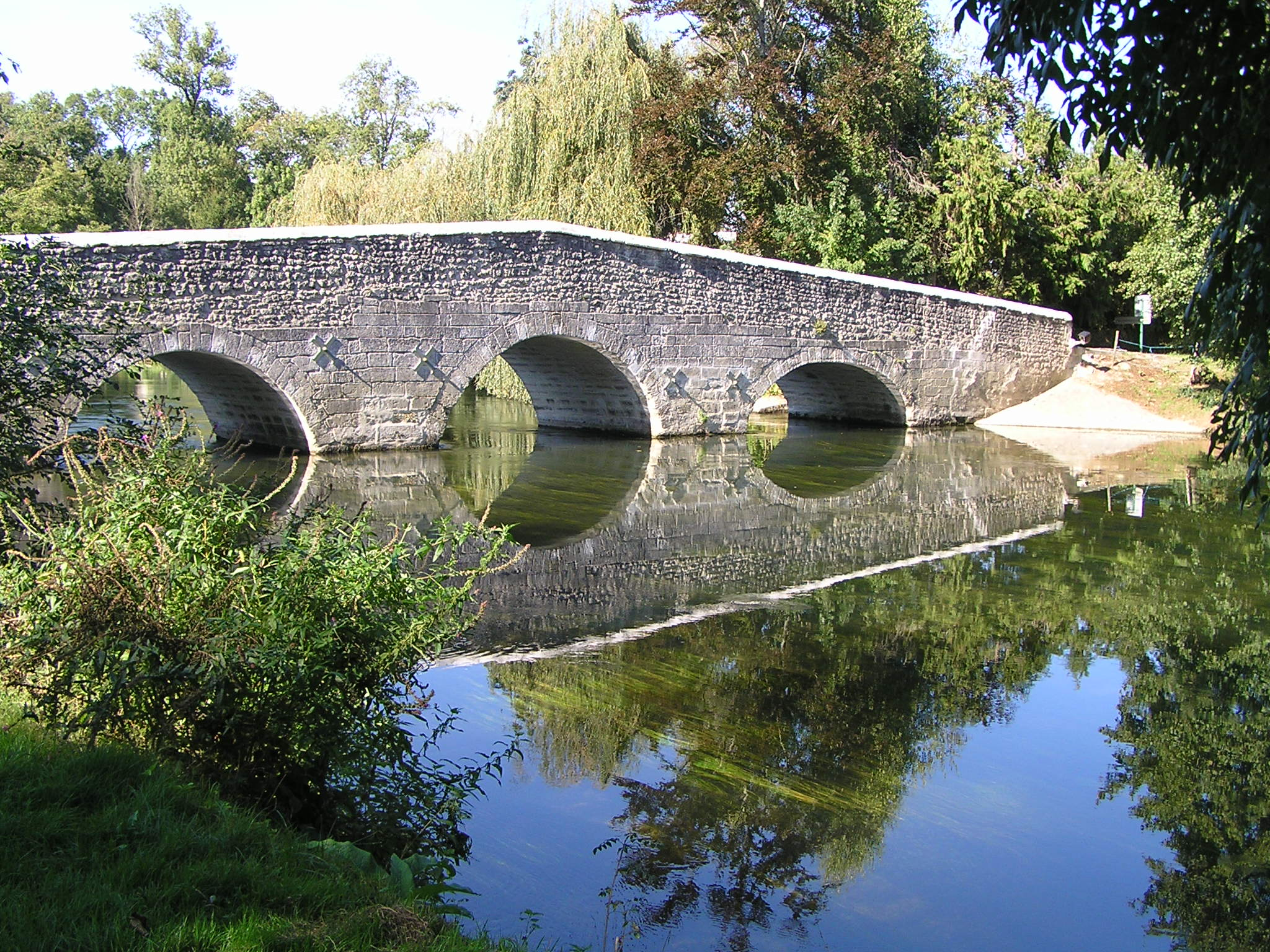
Pont sur la Charente à Vibrac

Tout au long du fleuve chaque ville s'est construite près d'un gué, d'un passage par bac ou d'un pont. Au cours du temps, ces ponts ont été souvent détruits et reconstruits. Ainsi à Cognac, le pont de bois en face de la porte de la ville a été remplacé par un pont de pierre puis reconstruit un peu en amont à son emplacement actuel. À Saintes, le pont a été rebâti au XIIe puis fin XIXe avec déplacement de l'arc-de-triomphe situé en son milieu. À Rochefort, un pont transbordeur remplace les bacs en 1900 ; le pont à travée levante détruit en 1991 est remplacé par le viaduc de Martrou, tout comme le pont suspendu de Tonnay-Charente qui a été fermé à la circulation automobile en 1964 et remplacé par le pont de Saint-Clément. Mais, au-delà des ponts et viaducs actuels, il reste nombre de ponts extrêmement anciens, tout spécialement des ponts relativement petits que l'on découvre sur des affluents ou au passage de bras de faible largeur.

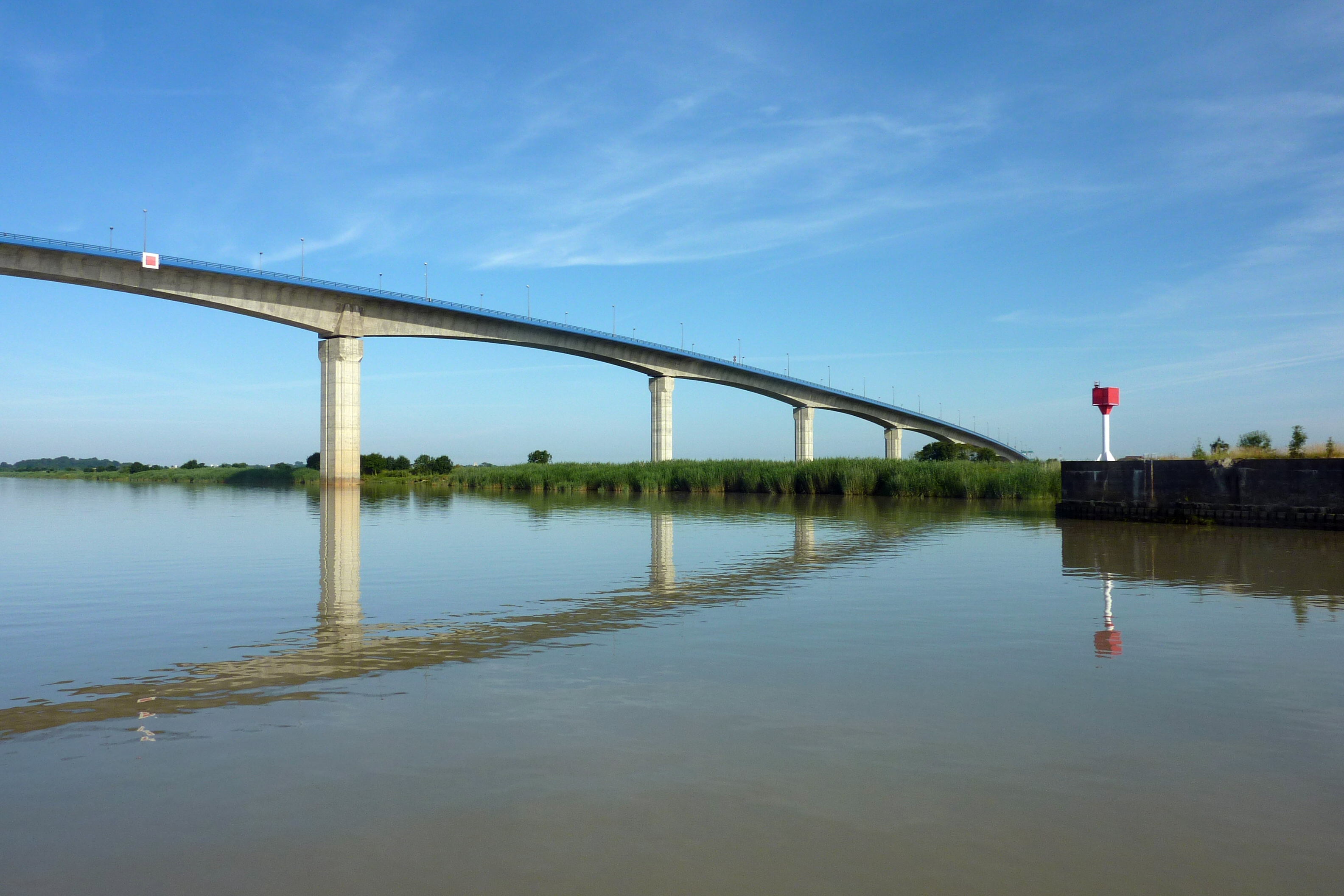
Viaduc de Martrou
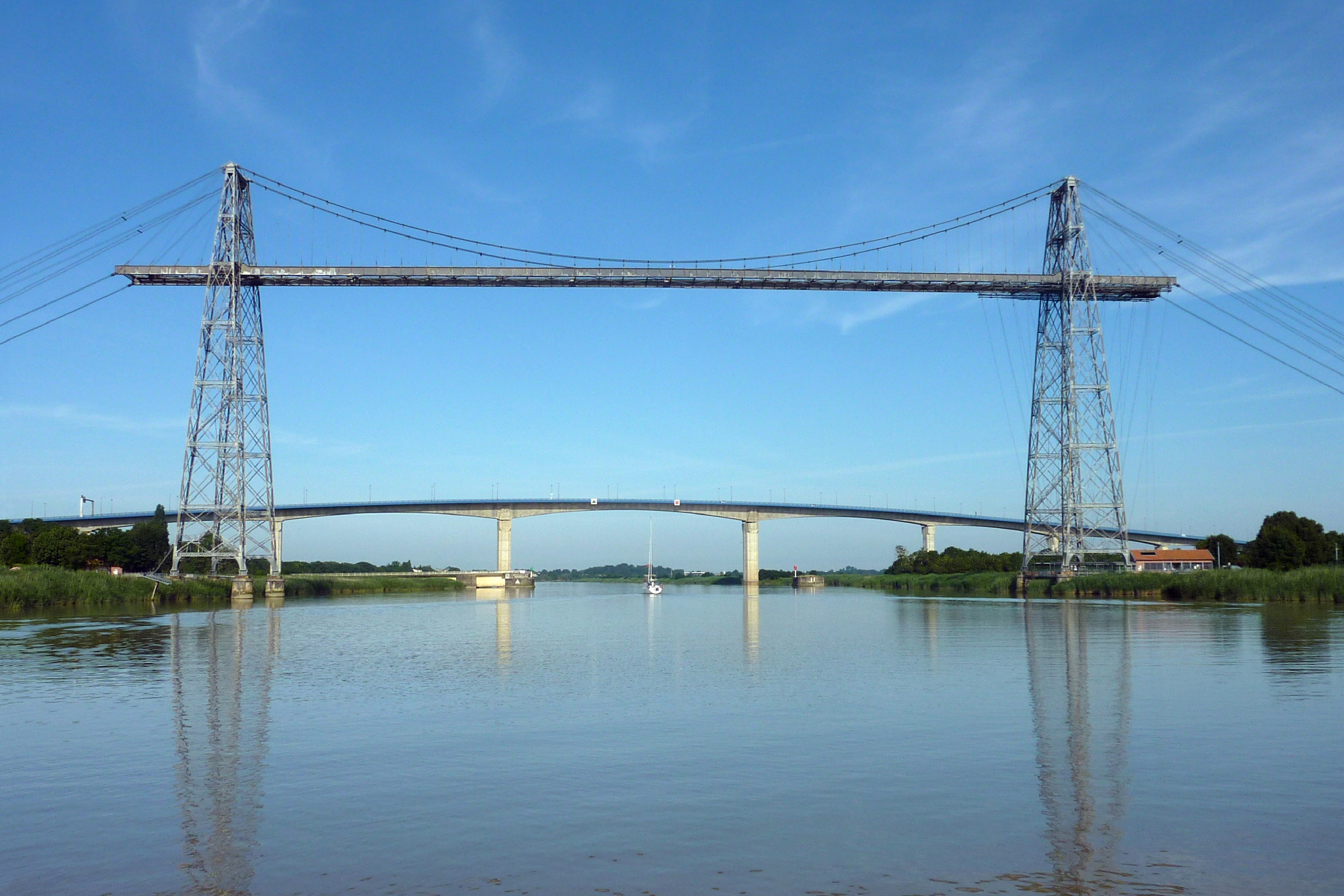
Pont transbordeur de Rochefort

#### Bacs

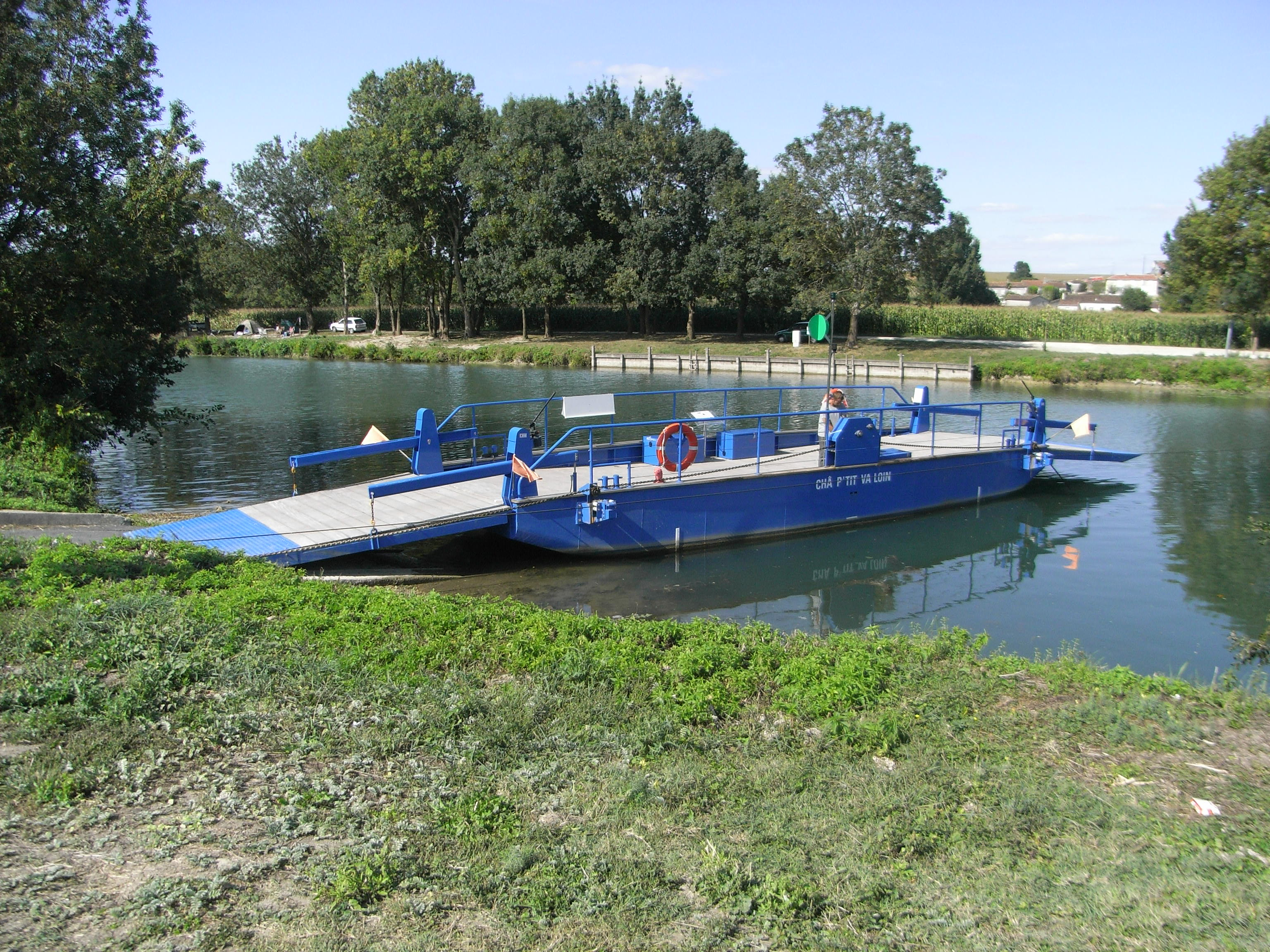
Bac à chaîne manuel

Avant l'édification des ponts, les bacs permettaient de franchir la Charente et certains sont encore en service, entre Chaniers et Courcoury, entre Dompierre-sur-Charente et Rouffiac bac nommé le "Châ p'tit va loin" (en service pendant la saison estivale) et enfin entre Rochefort et Soubise, le Rohan mis en service (aussi pour la période estivale) depuis 2013.

## Environnement
La presque totalité du cours du fleuve et de ses affluents est classée en Natura 2000 : les territoires qui font partie de ce réseau européen sont les espaces essentiels à la survie des espèces (animales ou végétales) et des habitats naturels, désormais rares et menacés à l'échelle du territoire européen,.
La vallée de la Charente compte de nombreuses espèces remarquables parmi les oiseaux, les chiroptères, les amphibiens, les poissons, les invertébrés et les mammifères, en particulier la Loutre d'Europe et le Vison d'Europe,, sont dénombrés 35 espèces animales, une espèce végétale et 12 habitats naturels, d'intérêt européen. Ces habitats et ces espèces sont rares ou menacés de disparition à l'échelle européenne : ils sont donc à l'origine du classement en site Natura 2000.
Il faut y ajouter les espèces d'intérêt national, et d'autres moins menacées : la moyenne vallée héberge par exemple plus de 35 espèces de mammifères (soit 65 % des mammifères terrestres du département de la Charente-Maritime), 122 espèces d'oiseaux, 17 espèces d'amphibiens et de reptiles, 38 espèces de libellules (soit 80 % des espèces du département de la Charente-Maritime)...

### Oiseaux
Trois zones Natura 2000 constituent des habitats exceptionnels pour les oiseaux, soit, d'amont en aval :
- la Vallée de la Charente en amont d'Angoulême pour 64 espèces d'oiseaux ;
- la Moyenne vallée de la Charente et Seugne et Coran pour 46 espèces d'oiseaux ;
- la Basse vallée de la Charente et estuaire pour 66 espèces d'oiseaux[31].

On trouve notamment des espèces de marais et zones humides :
- des limicoles : Avocette élégante (Recurvirostra avosetta), Bécassine des marais (Gallinago gallinago), Barge à queue noire (Limosa limosa), Bécassine sourde (Lymnocryptes minimus), Échasse blanche (Himantopus himantopus), Grand Gravelot (Charadrius hiaticula), Petit Gravelot (Charadrius dubius), Chevalier gambette (Tringa totanus), Chevalier guignette (Actitis hypoleucos), Chevalier sylvain (Tringa glareola) et Combattant varié (Philomachus pugnax) - espèce très rare ;
- des échassiers : Cigogne noire (Ciconia nigra), Aigrette garzette (Egretta garzetta), Grande Aigrette (Ardea alba), Bihoreau gris (Nycticorax nycticorax), Blongios nain (Ixobrychus minutus), Héron pourpré (Ardea purpurea).

Parmi les oiseaux plongeurs et nageurs, des cygnes (Cygne tuberculé), des grèbes (Grèbe à cou noir, Grèbe castagneux, Grèbe esclavon, Grèbe huppé), des oies (Oie cendrée), des canards (Canard chipeau, Canard pilet, Canard siffleur, Canard souchet), des sarcelles (Sarcelle d'été, Sarcelle d'hiver), et des fuligules (Fuligule milouin, Fuligule morillon).
Sur l'estuaire sont remarquables la Sterne caugek, le Tadorne de Belon et le Tournepierre à collier.
Les Sternes pierregarin, les guifettes moustac et noires, les Mouettes rieuses, le Grand Cormoran, remontent par périodes très en amont sur le fleuve.
Le Torcol fourmilier, des rapaces (Balbuzard pêcheur, Faucon pèlerin), des Martins-pêcheurs, des Gorge-bleue à miroir, des Phragmites des joncs, et des Râles des genêts figurent également parmi ces espèces remarquables.
L'espèce « phare » de la vallée de la Charente est le Râle des genêts (Crex crex*). Cet oiseau, mondialement menacé de disparition, était autrefois très répandu. Il construit son nid au sol, dans l'herbe des prairies de fauche des vallées inondables. La mise en culture des fonds de vallée, puis la modification des pratiques de fauche (les foins sont désormais précoces), ont conduit à sa lente disparition : de plusieurs centaines, les populations sont tombées en 2006 à une trentaine de couples dans la vallée de la Charente.

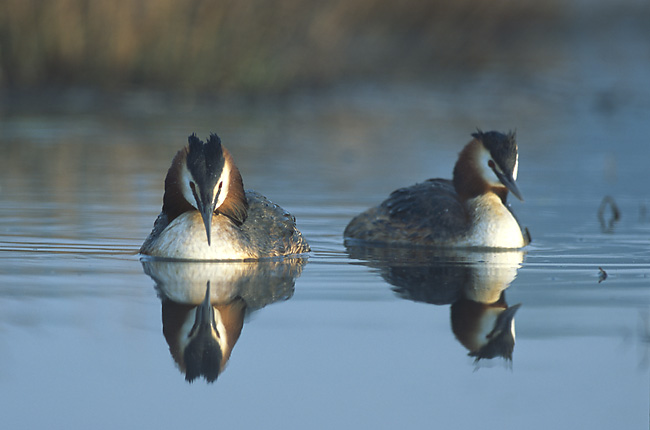
Couple de Grèbes huppés en plumage nuptial.
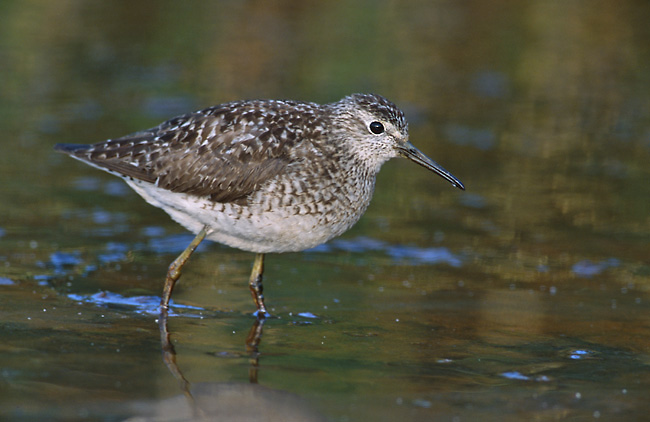
Chevalier sylvain.
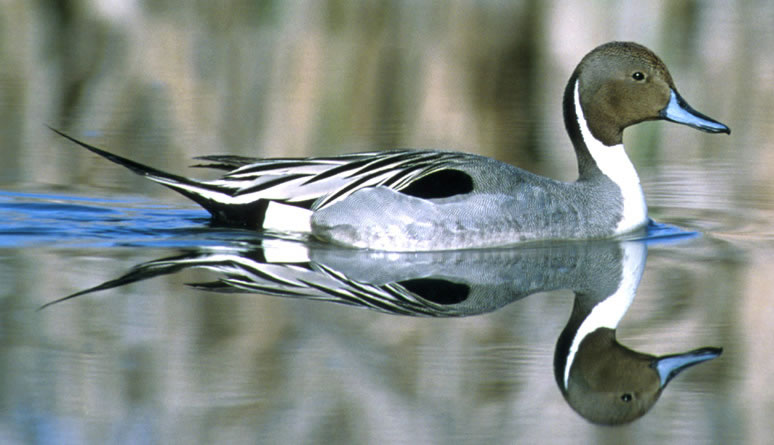
Canard pilet mâle.
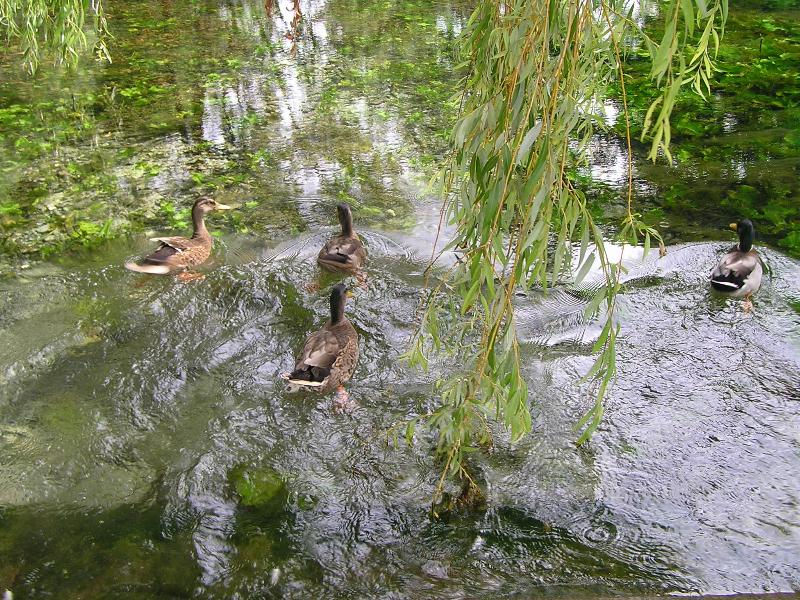
Une espèce très commune : canards colverts à Gensac-la-Pallue.

### Loutre et vison d'Europe

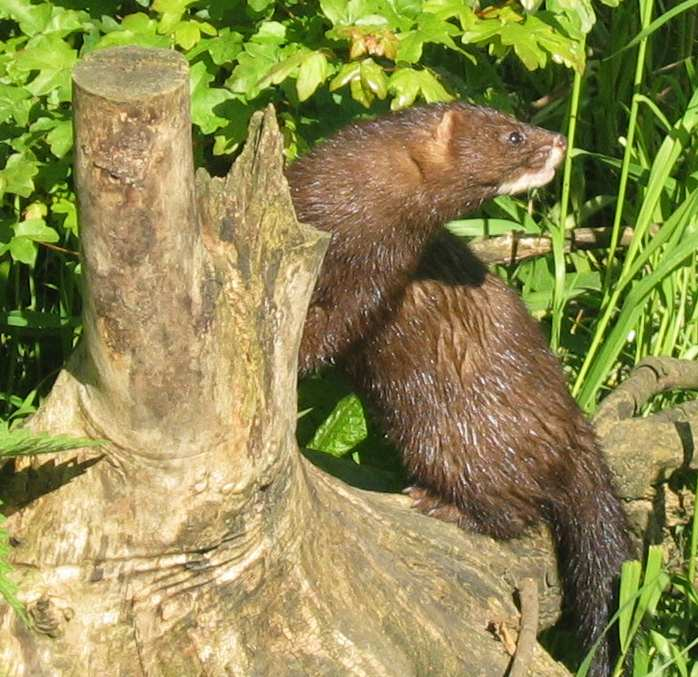
Mustela lutreola.

Loutre et vison d'Europe se retrouvent sur une grande partie du fleuve et de ses affluents ce qui représente sept zones Natura 2000 avec d'amont en aval la vallée de la Charente entre Angoulême et Cognac et ses principaux affluents (Soloire, Boëme, Échelle), la Moyenne vallée de la Charente et Seugne et Coran, à partir de l'aval de Cognac, puis la Basse vallée de la Charente et estuaire. Les zones Natura 2000 spécifiques d'affluents sont la vallée de l'Antenne, la vallée du Né et ses principaux affluents, la Haute vallée de la Seugne en amont de Pons et ses affluents, et la Vallée de la Boutonne.
C'est la présence de la loutre (Lutra lutra) et du vison d'Europe (Mustela lutreola) qui a été déterminante pour le classement.

### Chauve-souris
Sur ces mêmes zones, on trouve aussi des chiroptères : le Rhinolophe (Rhinolophus ferrumequinum) et le Petit Rhinolophe (Rhinolophus hipposideros). À Saint-Sulpice-de-Cognac, dans ses anciennes carrières de pierre, juste en bordure de l'Antenne, existe un peuplement beaucoup plus diversifié : Barbastelle (Barbastella barbastellus), Grand Murin (Myotis myotis), Grand Rhinolophe (Rhinolophus ferrumequinum), Minioptère de Schreibers (Miniopterus schreibersi), Petit Rhinolophe, Vespertilion à oreilles échancrées (Myotis emarginatus) et Vespertilion de Bechstein (Myotis bechsteini).

### Poissons
En plus d'une vingtaine d'espèces d'eaux calmes, surtout des carpes, vairons, goujons, gardons, brèmes, ablettes, brochets, sandres et Chabot (Cottus gobio), on trouve des Poissons migrateurs, mulets, aloses, truites et anguilles.
Le maintien de leur nombre et de leur diversité a nécessité des interventions : le maintien de la qualité de l'eau pour réduire les pollutions, les bouchons vaseux, les enrichissements en nutriments, l'eutrophisation, et favoriser le maintien des habitats et des frayères par reconstitution des fonds de gravier et plantation de rypisylve adaptée. Pour les espèces migratrices des « passes à poissons » ont été réalisées sur de nombreux ouvrages, afin de rendre franchissables les obstacles physiques à leur libre circulation.
Les aloses sont considérées comme de bons indicateurs de la qualité biologique et physique des fleuves. On retrouve la grande alose jusqu'à Montignac-Charente avec des frayères de Saint-Savinien à Cognac, et l'alose feinte (alosa fallax) jusqu'à Ruffec  avec des frayères de Cognac à Fleurac.
Les salmonidés, saumon atlantique (Salmo salar) et  truite de mer ou truite commune (Salmo trutta) qui historiquement remontaient jusqu'à Civray, Chef-Boutonne, Matha, ne sont plus aussi présents. On retrouve les truites de mer sur la Boutonne, l'Antenne, la Tardoire et la Charente ne serait plus qu'un passage pour atteindre des frayères en amont.
La lamproie remonte jusqu'à Voulême dans le département de la Vienne et même Civray et sur les portions aval de la Boutonne, du Né et de l'Antenne où l'on trouve Lamproie de Planer (Lampetra planeri) et Lamproie de rivière (Lampetra fluviatilis). Les frayères sont autour de Saintes et de Cognac. La lamproie marine reste dans la basse du fleuve, près de l'estuaire.
L'anguille (Anguilla anguilla) est présente sur l’ensemble de la Charente mais les populations sont en régression ce qui peut être dû à la pollution des eaux mais aussi à une pêche trop intense dans l'estuaire.

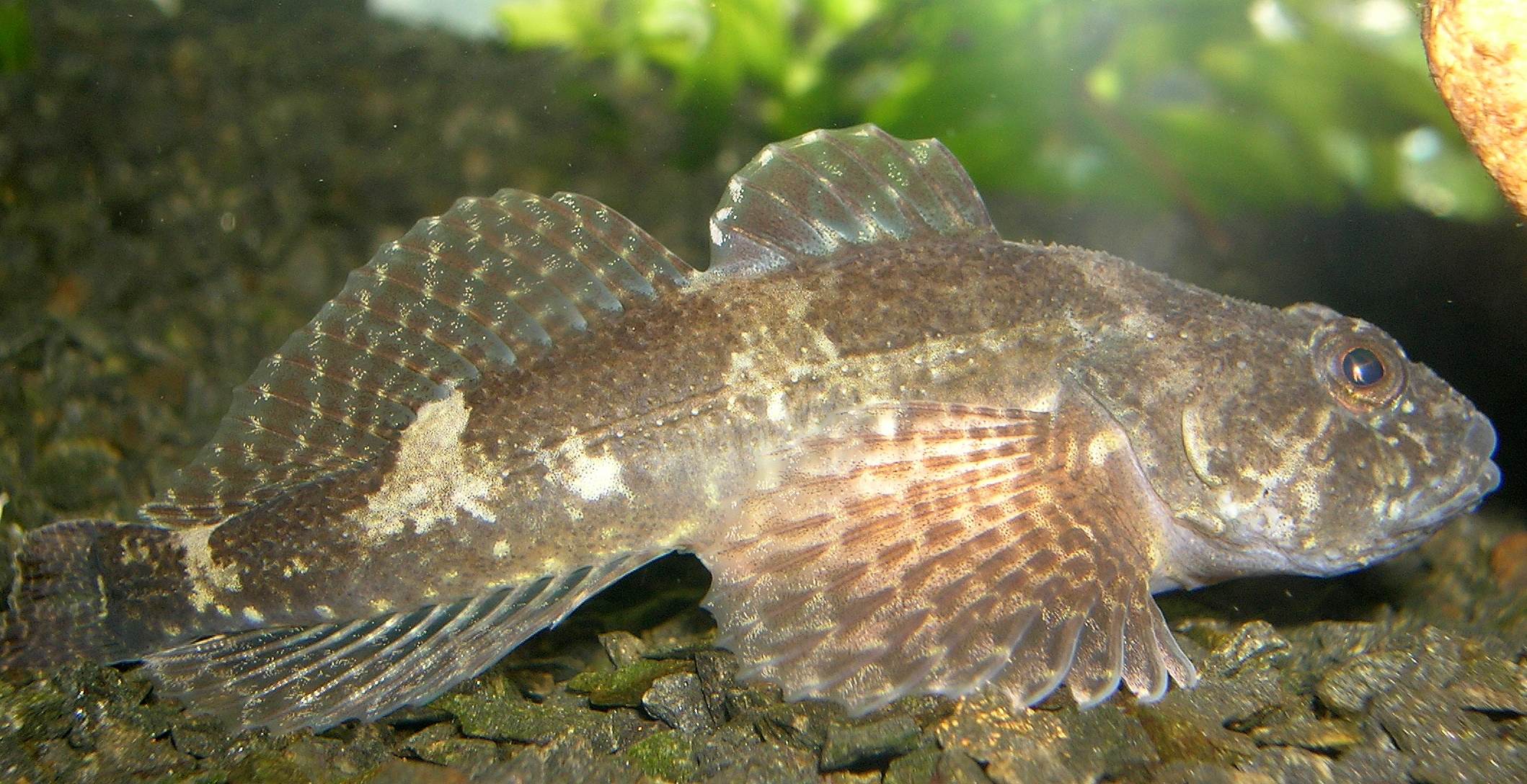
Chabot.
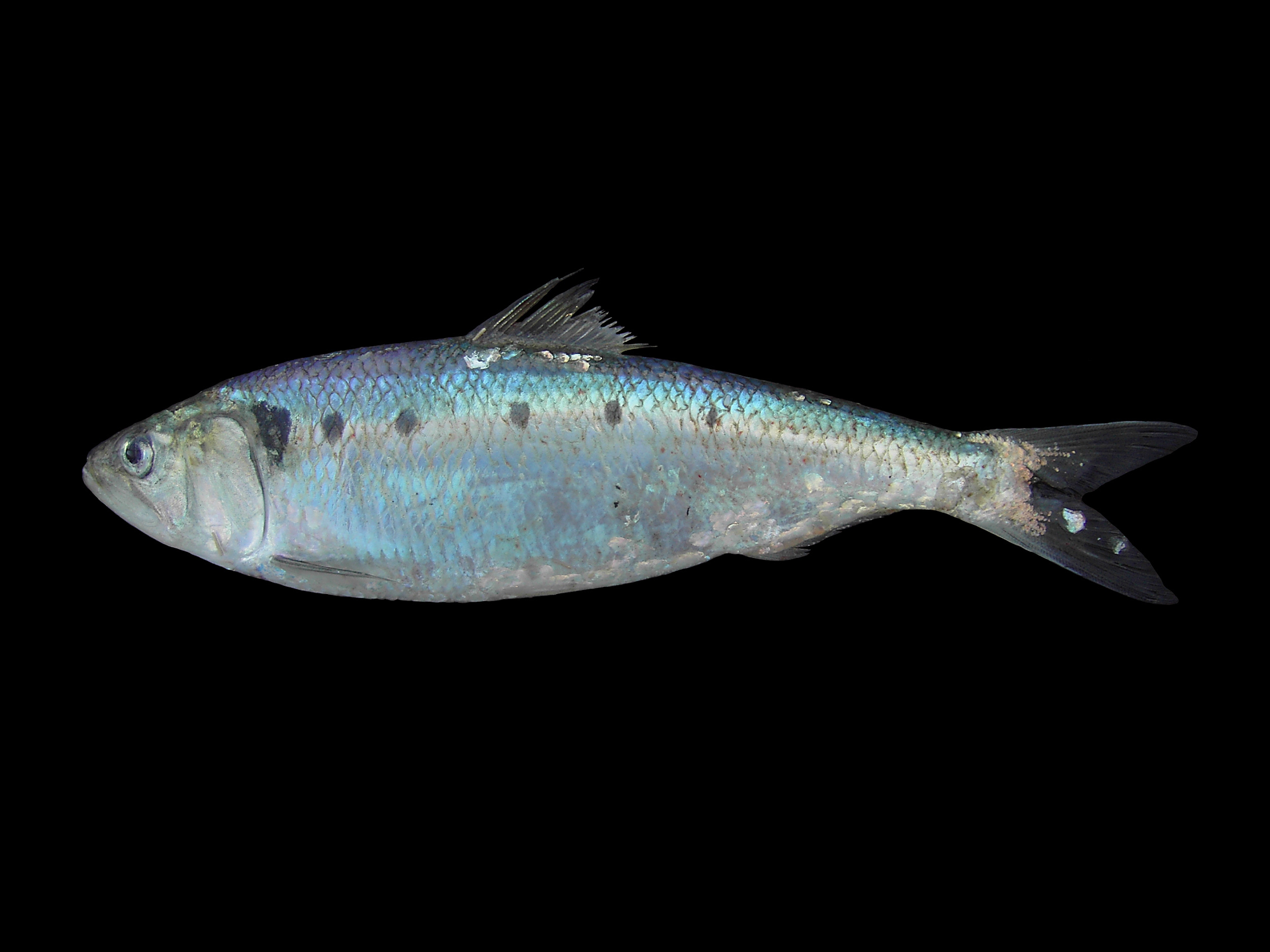
Alose.
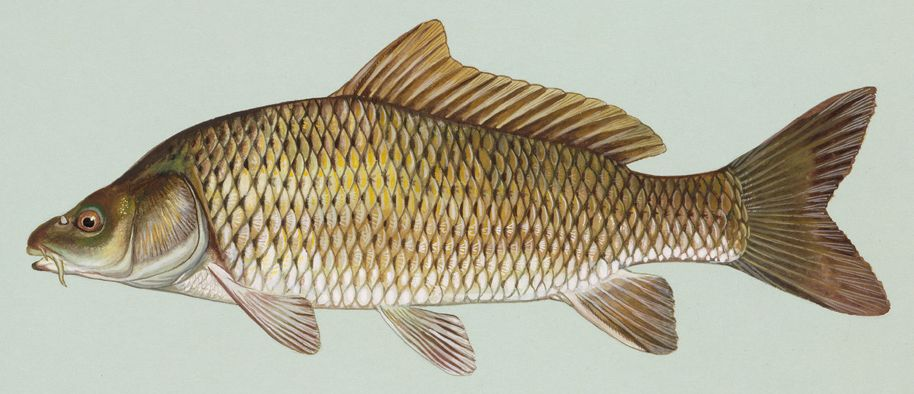
Carpe.
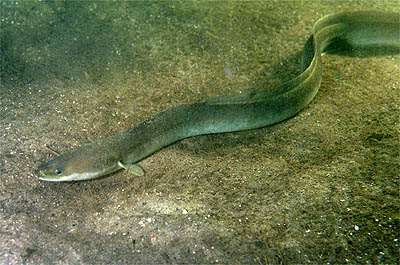
Anguille.

### Coquillages
Les huîtres sauvages (Ostrea edulis) et les moules (Mytiloida) forment des gisements naturels de Coquillages.
Des moules perlières d'eau douce ont été pêchées vers Saint-Savinien, mais cette activité a été abandonnée.

### Tortues, grenouilles et autres amphibiens
Les amphibiens sont nombreux et très divers, grenouilles : rainettes (Hylidae) et crapauds, salamandre (Salamandra salamandra), lézards, mais seules deux espèces sont déclarées remarquables, une tortue — le Cistude d'Europe (Emys orbicularis) — et le Triton crêté (Triturus cristatus) trouvé sur le Né.

### Invertébrés
Invertébrés remarquables : Agrion de Mercure (Coenagrion mercuriale), Cordulie à corps fin (Oxygastra curtisii), Cuivré des marais (Lycaena dispar), Gomphe à cercoïdes fourchus (Gomphus graslinii), Grand capricorne (Cerambyx cerdo), Lucane cerf-volant (Lucanus cervus) et Rosalie des Alpes (Rosalia alpina).

### Flore
L'angélique à fruits variables (Angelica heterocarpa), espèce prioritaire de l'annexe I de la directive européenne CEE92/63 « Habitats-Faune-Flore », est présente sur les rives de la Charente, dans la basse vallée et l'estuaire. Les coteaux calcaires qui bordent le lit majeur accueillent également nombre d'espèces remarquables, comme les orchidées (Ophrys). La fritillaire pintade (Fritillaria meleagris)  est encore localement présente au sein des prairies du lit majeur (zones inondables),, quoique la modification des pratiques agricoles ait engendré — et continue d'engendrer — sa raréfaction : cette espèce ne tolère pas les apports d'engrais.
La présence de nénuphars signe une bonne qualité de l'eau.

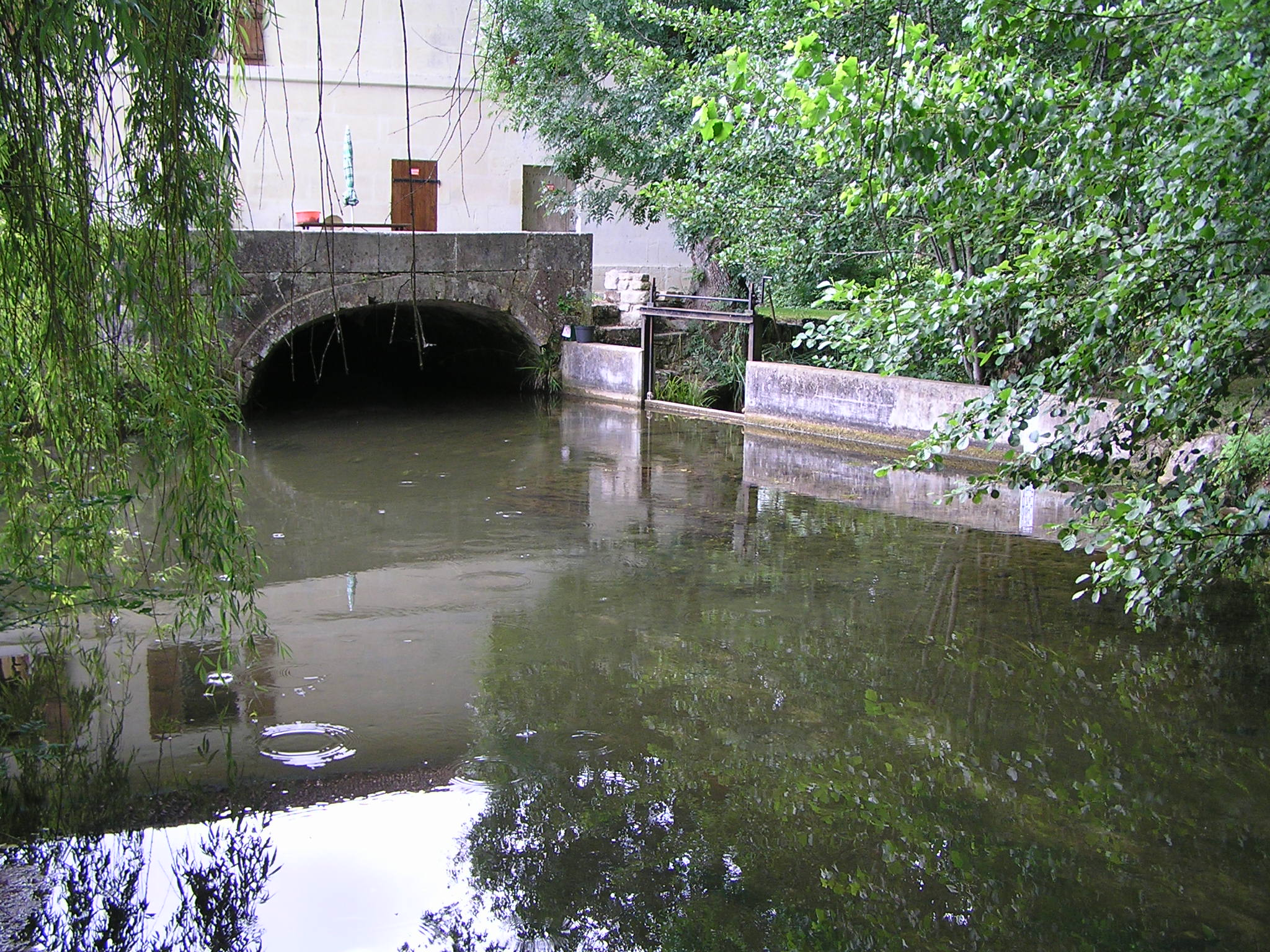
Moulin sur l'Antenne.

### Pollution
Une étude réalisée en 2024 par la Communauté d'agglomération de La Rochelle sur la qualité de l'eau du fleuve, a fait ressortir un taux de fosétyl (un fongicide utilisé dans les vignes contre le mildiou) plus de 4 fois supérieur à la norme de qualité de l'eau potable. Le seuil de potabilité fixé par l'ANSES pour ce produit phytosanitaire étant supérieur aux quantités retrouvées lors de l'analyse, l'eau prélevée en partie dans le fleuve continue d'être distribuée.

## Activités

### Industrie
Historiquement la pêche, le transport et les moulins à farine ont été les premières activités liées au fleuve. De très nombreux moulins sont attestés dès le Xe siècle. Ainsi sur l'Antenne et ses affluents, les moulins, les ruines et les archives attestent de l'existence de 56 moulins.
Sur certaines zones se pratiquait le rouissage du chanvre. En plus de la pêche, il existait des systèmes de bassins et d'étangs pour piéger et garder les poissons.
Au XVIIIe siècle certains de ces moulins sont transformés en moulins à papier, par exemple le moulin de Boussac sur l'Antenne en 1786. Il en reste le moulin de Fleurac à Nersac en aval d'Angoulême, qui après avoir été moulin à blé, à huile, à papier est devenu moulin conservatoire.
Puis s'installe une industrie papetière surtout dans la zone d'Angoulême.

### Ports
Le port de commerce Rochefort / Tonnay-Charente est constitué d'un grand bassin à flot à Rochefort pouvant accueillir des petits cargos de 15 m de large et du port de Tonnay-Charente situé sur le fleuve: premier port départemental français, propriété du Conseil Général de la Charente-Maritime. Il est géré par la CCI de Rochefort et de Saintonge depuis 1927. Deuxième port de commerce de Charente-Maritime quant au trafic après le Grand port maritime de La Rochelle, c'est le cinquième port français pour l'importation des sciages résineux, le sixième port français pour l'importation d'engrais et le neuvième port céréalier français. Sa croissance est de 6 % par an.
Le port de plaisance à flots de Rochefort fermé par une écluse est constitué de deux bassins pour un total de 300 places sur ponton et 40 places visiteurs, formé par les bassins Lapérouse et Bougainville, situé  au cœur de la ville sur la rive droite du fleuve. Celui de Port-des-Barques est sur mouillages, et celui de Soubise comporte 35 corps morts.
Les ports d'Angoulême, Cognac, Saintes, Taillebourg, Saint-Savinien et Port-d'Envaux ne sont plus que de petits ports de plaisance et des escales de tourisme fluvial.

### Ostréiculture et conchyliculture

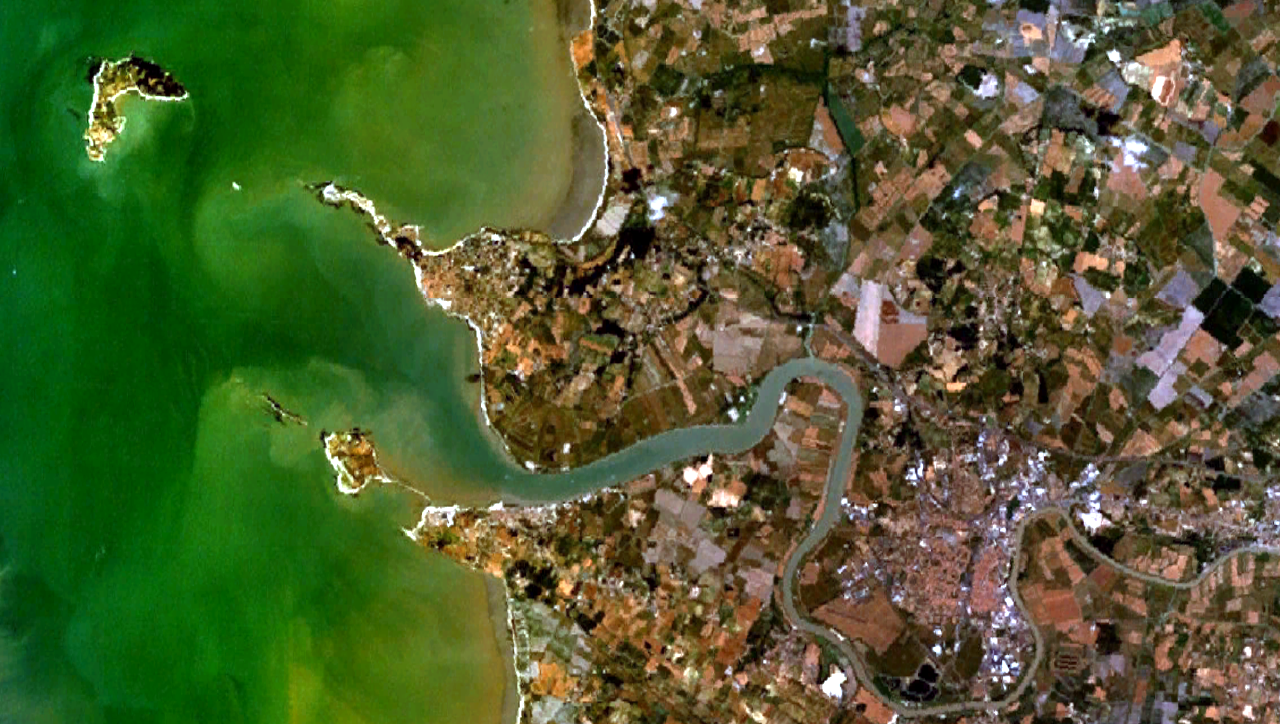
Embouchure de la Charente.

L'ostréiculture du bassin de Marennes-Oléron, c'est la culture de Crassostrea gigas dans des eaux dessalées. L'eau de la Charente contient des sels nutritifs (azote sous forme de nitrates) qui, à concentration moyenne et sous certaines conditions de température et d'ensoleillement, augmentent le développement de cellules phytoplanctoniques, principale source de nourriture des huîtres élevées dans le bassin de Marennes-Oléron. Le seul effet de l'eau dessalée augmente la survie larvaire entre la ponte et la fixation sur collecteurs qui est de 20 jours environ, en juillet et août. Les huîtres se développent, au sud de l'île d'Aix, dans la zone de dessalure, et utilisent les sels nutritifs apportés par les précipitations d'hiver et du printemps sur le bassin versant de la Charente.
Même si la majorité des 1 184 producteurs d'huîtres creuses de la région ne sont pas dans l'estuaire de la Charente, c'est son apport d'eau douce qui permet de réunir les conditions favorables à l'ostréiculture et à la production de 47 000 tonnes  d'huîtres.
La conchyliculture, principalement culture de Mytilus edulis, donne une production de 19 500 tonnes de moules.

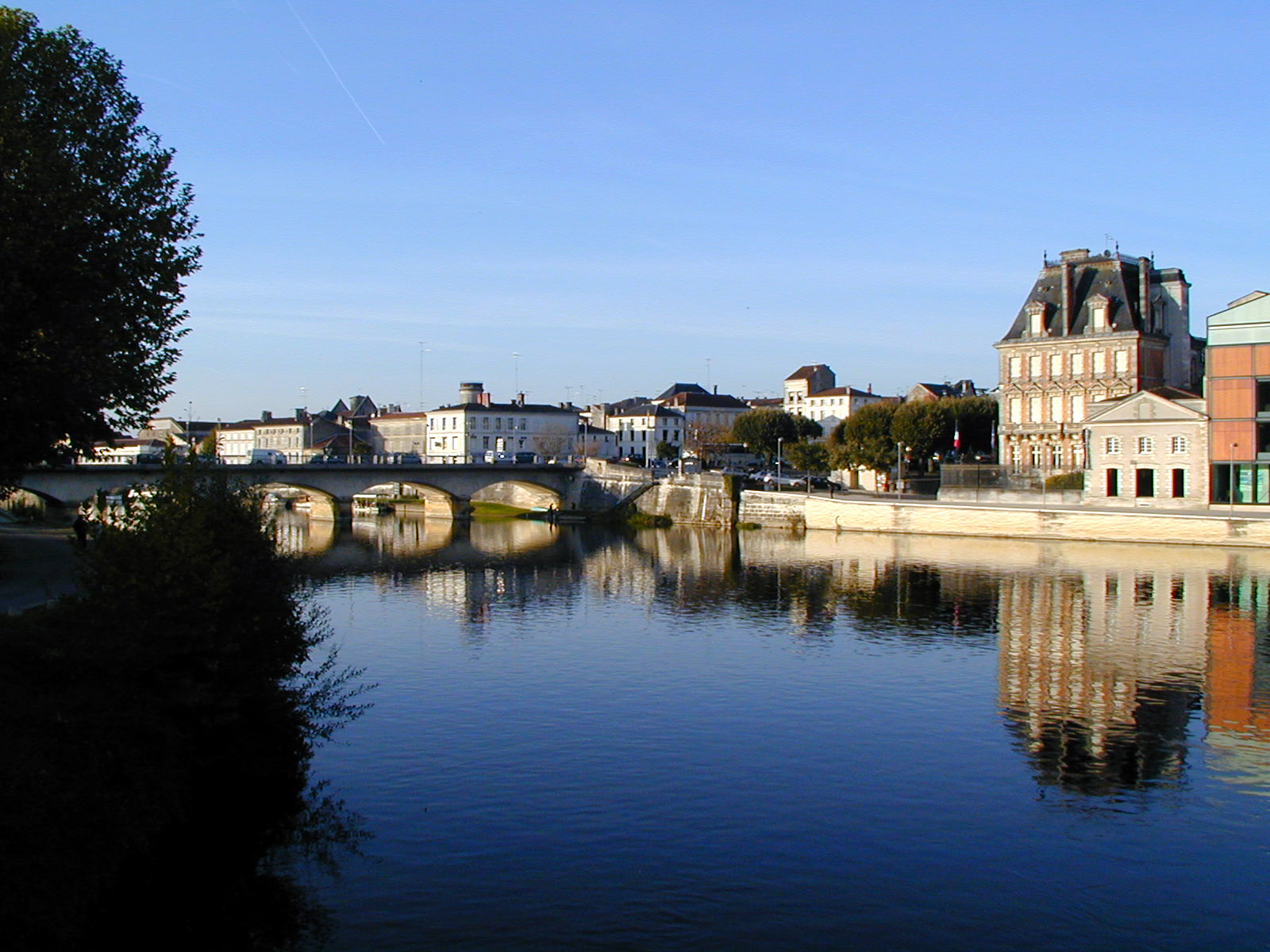
Jarnac.

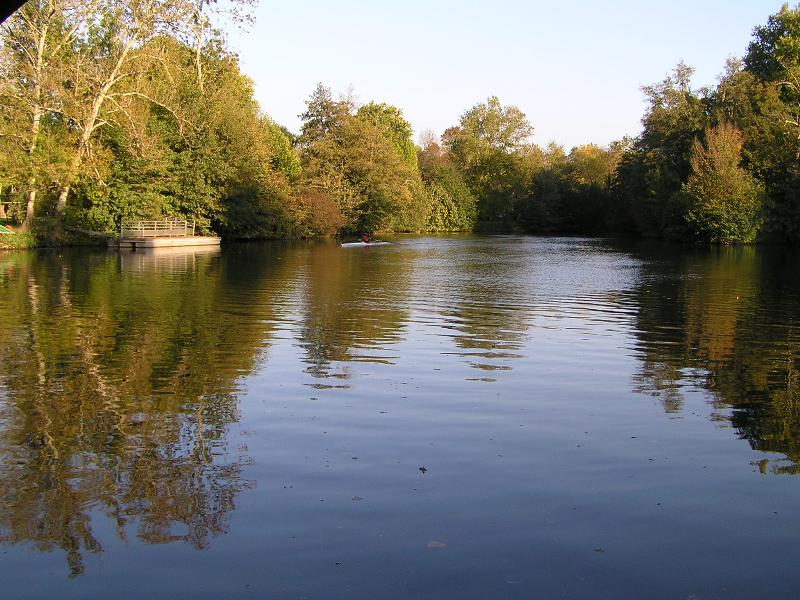
Ponton pour pénichette.

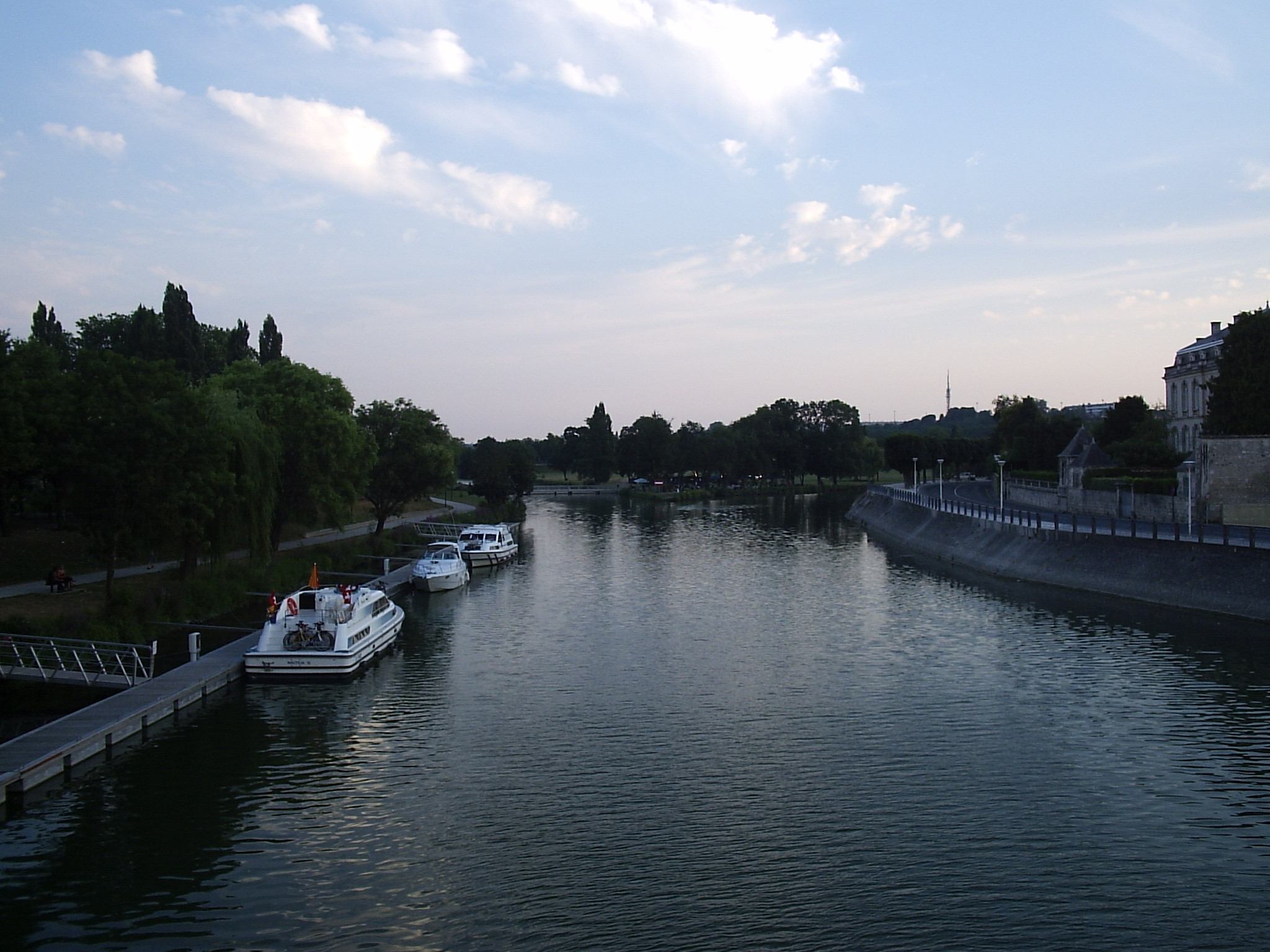
La Charente à Saintes.

### Pêche
La pêche est un loisir très pratiqué tout au long du fleuve et des plans d'eau. En Charente, on compte 600 km de cours d'eau, 900 km en 2e catégorie et 265 ha de plan d'eau et en Charente-Maritime, 310 km de cours d'eau et 2 240 km de rivières et de canaux de 2e catégorie, 50 ha de plan d'eau et de lacs de barrage, 30 km de berges pour la pêche, auxquels s'ajoutent la pêche sur l'estuaire.

### Tourisme
Le tourisme fluvial est formé de l'ensemble des activités de loisirs, de visites et de découvertes effectués sur et autour du fleuve et de ses affluents ; le développement de ce tourisme fluvial doit préserver le milieu naturel.
Les lacs de Haute Charente représentent près de 400 hectares de plans d'eau douce dans des vallées naturelles des contreforts limousins du Massif central.
La partie amont du fleuve et ses affluents permettent la pêche, le canotage, l'observation de la nature et la découverte de sites et d'ouvrages liés au fleuve, en particulier les moulins.
Large, sinueux et navigable dans sa partie aval, la Charente permet, en plus des activités de navigation (gabarres, bateaux de location), de nombreux sports nautiques (aviron, canoë-kayak, ski nautique, voile sur les plans d'eau comme à Saint-Yrieix, sur les lacs et dans l'estuaire).
Chemins de halage et chemins de randonnées, dont le GR4, situés en bordure des cours d'eau permettent des randonnées à pied, à vélo ou à cheval d'Angoulême à Rochefort.

### Activités sportives
- Canoë-kayak, en particulier à Jarnac,
- Voile,
- Aviron,
- Pêche sportive ou de détente,
- Baignade,
- Motonautisme et ski nautique,
- Navigation fluviale de plaisance,
- Promenades en gabare.